# Robe du cheval
Pour les articles homonymes, voir Robe.

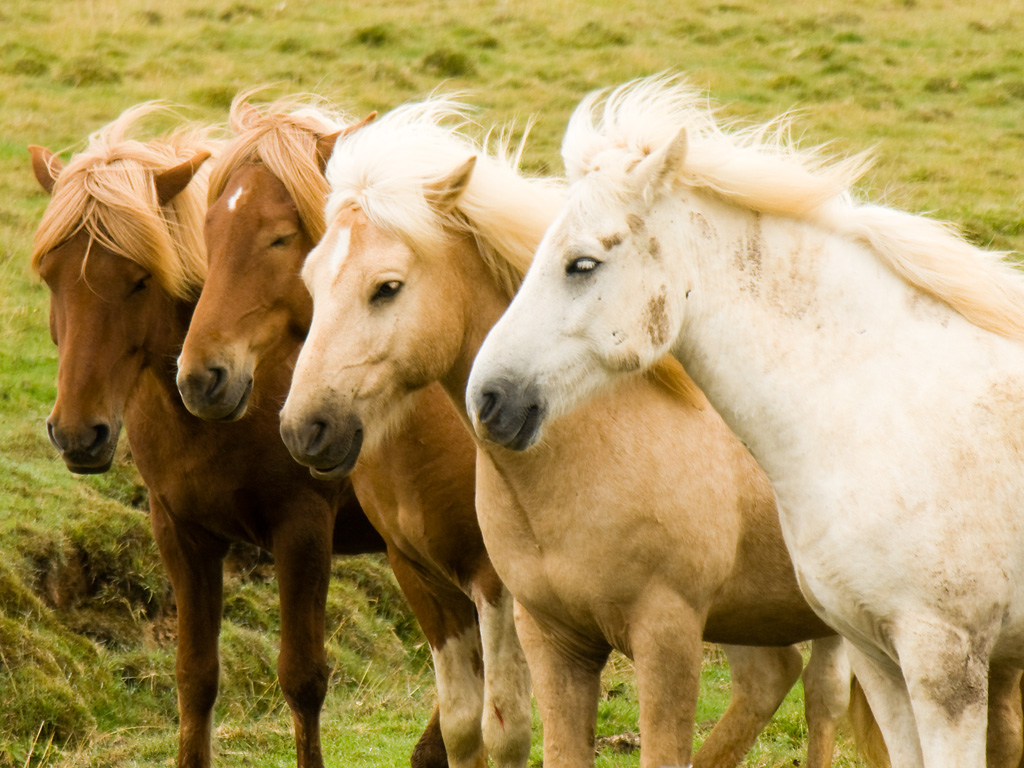
Groupe de chevaux islandais aux robes variées.

La robe désigne la ou les couleurs d'un cheval. Les dénominations des robes ainsi que leurs définitions sont liées à leur apparence visuelle, définie par la couleur des poils et des crins qui la composent.
Ces couleurs vont du noir au blanc en passant par toutes les gammes du « marron ».
Depuis le milieu du XXe siècle, les progrès constants de la génétique permettent d'expliquer scientifiquement et avec une précision croissante les raisons de la coloration de la robe du cheval. Il est désormais possible de prévoir statistiquement la robe d'un poulain à naître en fonction du séquençage génétique des parents. Le résultat de ces recherches a permis d'établir des classifications des robes de chevaux plus proches de la réalité génétique.

## Origine des variations de coloris des robes
Jusqu'aux découvertes génétiques, notamment à la fin du XXe siècle, l'identification de la robe des chevaux a toujours dépendu de la seule observation visuelle. Les premières études pour connaître la transmission des robes datent du début du XXe, et sont effectuées sur le Pur-sang. Dans les années 1940, trois robes de base sont identifiées chez le cheval. Il s'agit du bai, de l'alezan et du noir, qui forment les trois robes présentes chez les premières populations de chevaux sauvages. Les robes sombres ont peut-être été privilégiées par la sélection naturelle à l'état sauvage, afin de fournir au cheval un camouflage contre ses prédateurs.
La domestication du cheval, qui entraîne un élevage sélectif, accroît énormément la variété des robes. Parmi les trois robes de base, le bai est dominant sur le noir, et toutes deux sont épistatiques avec l'alezan. Les robes noir et bai sont très répandues chez le cheval en 5700 av. J.C.Alors que les robes pie et tachetées sont très représentées dès l'âge du bronze, elles perdent de leur attractivité et deviennent beaucoup plus rares au Moyen Âge

## Robes de base du cheval
Les robes classées « de base » sont le noir, l'alezan et le bai, en y incluant le bai-brun. Modifiées par des gènes de dilution (comme le crème et le silver), des marques (balzanes, liste en tête), et des ajouts de poils blancs (rouan, rabicano, gris, pie...) ou noirs (fumé), elles sont à l'origine de toutes les robes existantes chez le cheval moderne,. Le statut génétique de la robe bai-brun reste à éclaircir.
Ces robes dépendent de la présence des mélanocytes, cellules synthétisant les deux pigments des poils et de la peau. L’eumélanine est responsable de la couleur noire ou brun foncé, et la phéomélanine de couleur alezane, soit des tons jaunes, roux et rouges. La répartition des poils roux et noirs dans les robes de base est déterminée par l'action de deux gènes : Extension et Agouti.

### Noir

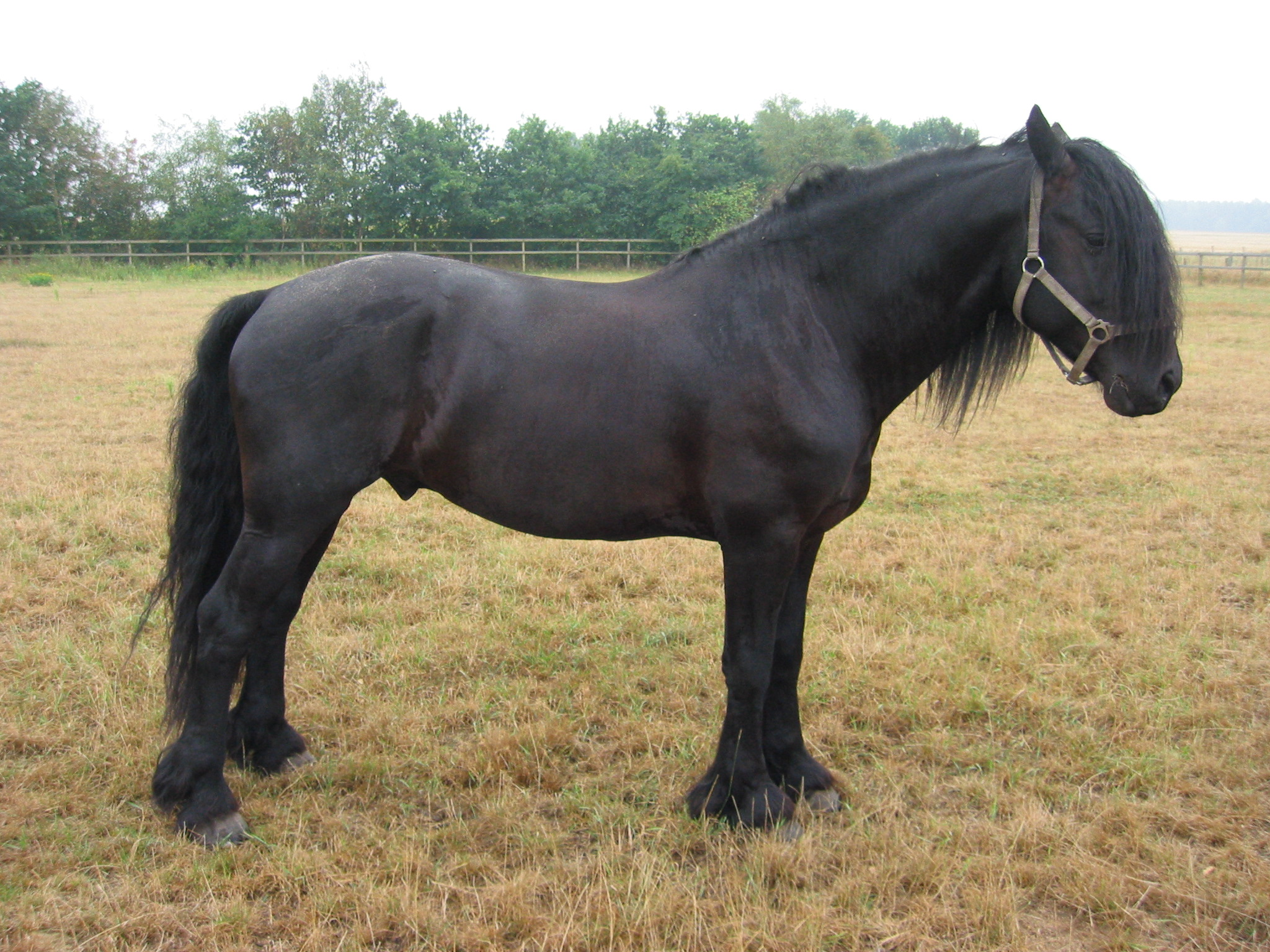
Noir.

La robe noire est composée de poils et de crins noirs, sans marque de couleur marron ou fauve. Elle est peu fréquente chez le cheval, mais existe chez l'immense majorité des races. Les chevaux noirs sont appelés « zain » lorsqu'ils ne possèdent aucun poil blanc. Ils ont tendance à se décolorer et à roussir sous l'action du soleil et des intempéries. Les poulains noirs peuvent naître avec une robe gris foncé qui noircit lorsque l'animal perd son poil de naissance, la bourre. Le nom moreau (fem. morelle) est attesté depuis le Moyen Âge pour désigner la robe noire brillante du cheval.

### Alezan

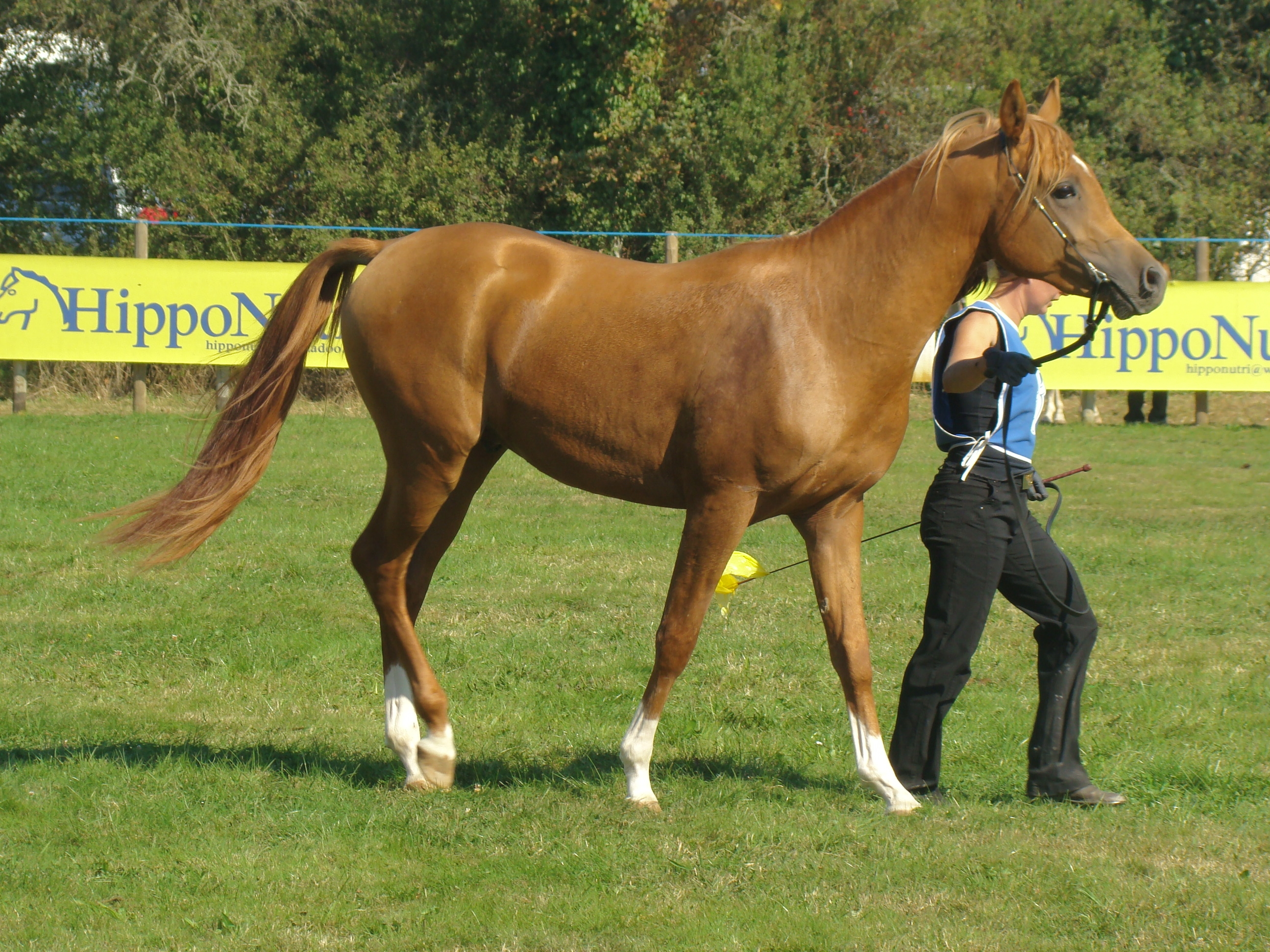
Alezan.

L'alezan consiste en des poils et des crins dans des tons fauve, marron à roux, sans aucun poil noir. On distingue l'alezan, l'alezan cuivré quand les poils et les crins sont dans des tons roux, et l'alezan foncé quand les poils et les crins sont dans des tons marron. L'alezan brûlé (aussi appelé chocolat) consiste en des poils et des crins de la couleur du café torréfié ; il fait bien partie des robes alezanes et n'est pas le résultat de l'action d'un gène supplémentaire. La peau est noire, et les yeux foncés. Il s'agit d'une robe fréquente chez le cheval

### Bai

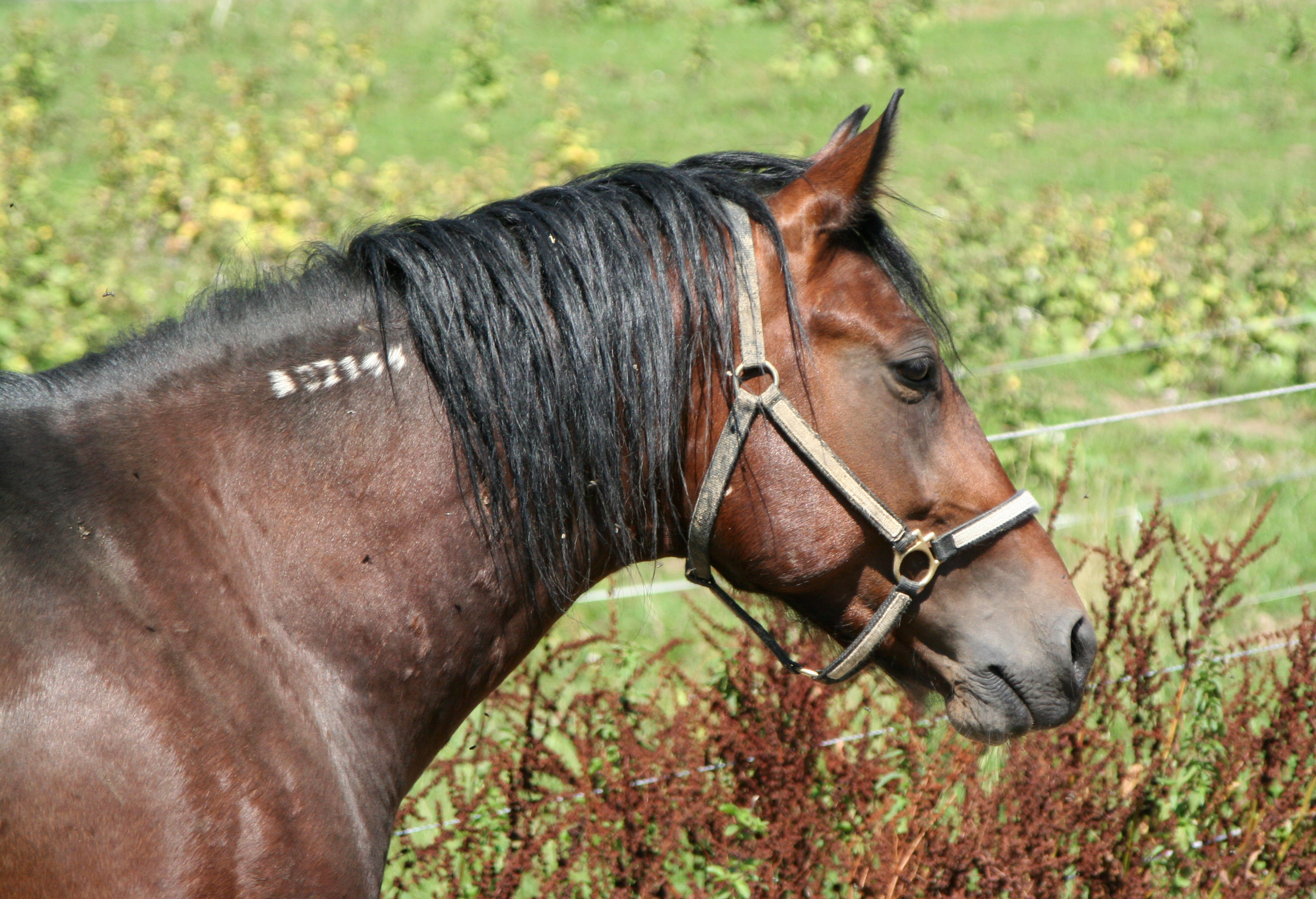
Bai.

La robe baie consiste en des poils fauves, des crins noirs, une peau noire ou brune, un bas des membres noir et des yeux foncés. On distingue le bai, bai foncé, bai clair (poils marron clair), et bai cerise avec des poils roux ou marron tendant vers le rouge. Cette couleur est due au gène agouti, qui agit sur le pigment noir. Il s'agit de la plus fréquente de toutes les robes de base.

### Bai-brun

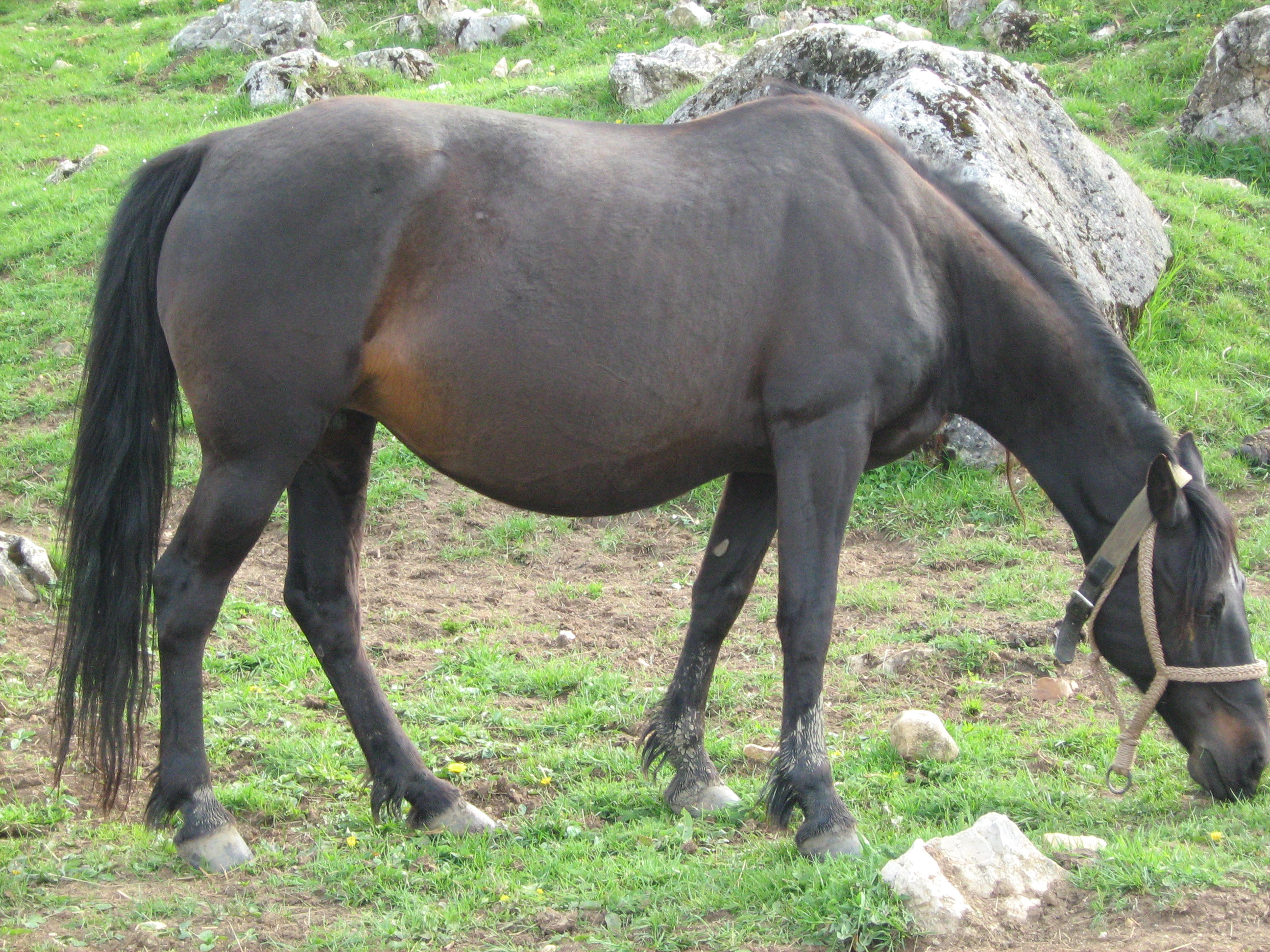
Bai-brun.

Le bai-brun (nommé noir pangaré dans la classification de l'institut français du cheval et de l'équitation) est caractérisé par un pelage en grande partie noir, notamment la crinière, la queue et les jambes. La principale différence entre robe noire et bai-brun est la présence de zones rousses ou fauves autour des naseaux, des flancs, des grassets, des coudes, du ventre, des ars, et à l’intérieur des cuisses.
Il est important de noter que la nomination « Noir pangaré » induit en erreur car génétiquement, cette robe n'a pas comme base le noir mais bien le bai. La faible étendue du brun pourrait provenir d'une mutation du gène agouti ou du gène sooty, qui assombrit la robe de son porteur[réf. nécessaire].

## Les gènes de dilution
Les gènes de dilution, comme leur nom l'indique, agissent sur les robes de base du cheval pour les éclaircir.

### Gène crème

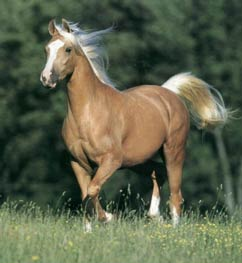
Palomino.

Le crème, s'il est présent en un seul exemplaire, transforme un cheval alezan en palomino, un bai en isabelle, et un noir en noir réglisse (le cheval paraît toujours noir, il est donc généralement classé avec les noirs). Deux allèles crème transforment un alezan en crème, un bai en perlino et un noir en réglisse crème, peu différent des deux autres. Dans ces trois cas, les chevaux ont la peau rose et les yeux bleus.

#### Palomino
Le palomino consiste en des poils fauve clair plus ou moins dorés, des crins blanc-argent plus clairs que la robe, une peau noire ou grise mais jamais rose, et des yeux foncés mais jamais bleus. La robe est très évolutive, les palomino naissant souvent avec une teinte plus claire que celle qu’ils auront à l’âge adulte, sans pour autant devenir alezan. Le palomino charbonne souvent et des crins noirs peuvent apparaître. Il ne faut pas confondre cette robe avec l'alezan crins lavés car les crins lavés sont beiges et cela n'est pas dû au même gène. (On distingue palomino clair, palomino et palomino cuivré).

#### Isabelle

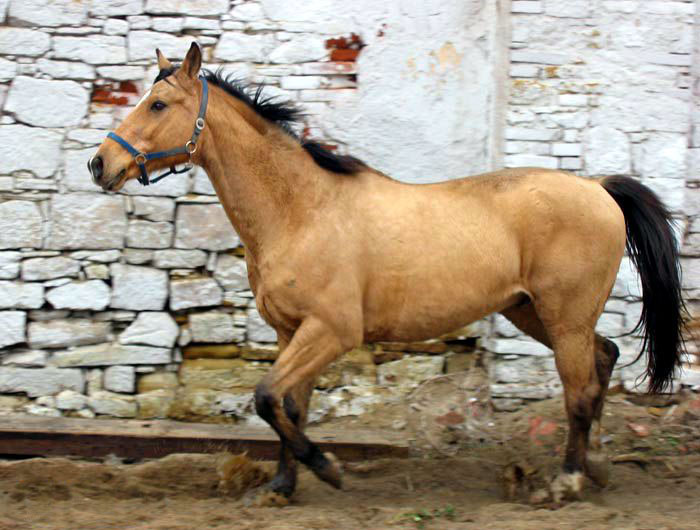
Isabelle.

La robe « isabelle » consiste en des poils jaunâtres, des crins noirs, une peau noire et des yeux foncés. Le bas des membres, le bout du nez et le bout des oreilles sont noirs. Elle est souvent confondue avec les robes dun (notamment chez les Fjords dont la robe est appelée à tort isabelle, alors qu'ils s'agit souvent de bai dun). Le nom viendrait du prénom espagnol Isabel : Isabelle la Catholique avait lors du siège de Grenade en 1491 fait le vœu de ne pas changer de chemise avant la prise de la ville ; cette chemise avait jauni et les manchettes étaient fort sales. On distingue isabelle clair, isabelle et isabelle foncé.

#### Crème, cremello et perlino

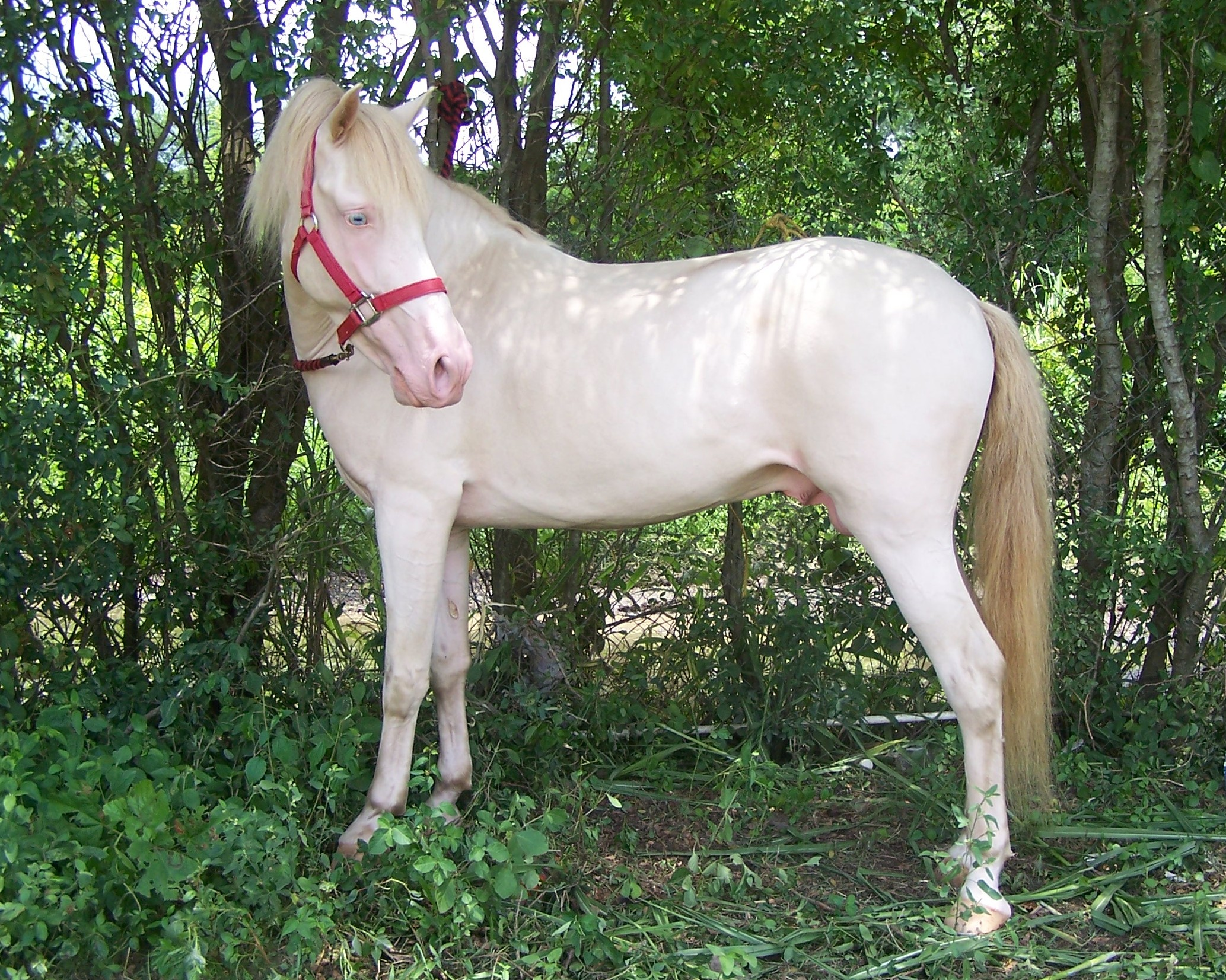
Perlino.

Le crème consiste en des poils de couleur crème, des crins blancs à grisâtres, une peau rose, des yeux clairs souvent bleus mais parfois aussi verts ou noisette. Le cremello a des crins blancs plus clairs que le pelage. À l'inverse, le perlino a des crins grisâtres, plus foncés que le pelage.

### Gène dun
Le gène Dun donne des marques dites primitives (zébrures sur les jambes et raie de mulet), en plus de décolorer la robe. Il est systématiquement présent chez le Fjord et relativement fréquent chez le Quarter Horse, le Highland, le Mustang et le Poitevin mulassier, ainsi que chez les ânes et les mulets. Il transforme une robe alezane en alezan dun, une robe baie en bai dun, improprement nommé « isabelle » (cette robe n'a rien à voir avec le gène crème), et une robe noire en souris. La robe souris consiste en des poils gris cendré, des crins gris cendré à noirs, une peau noire et des yeux foncés.

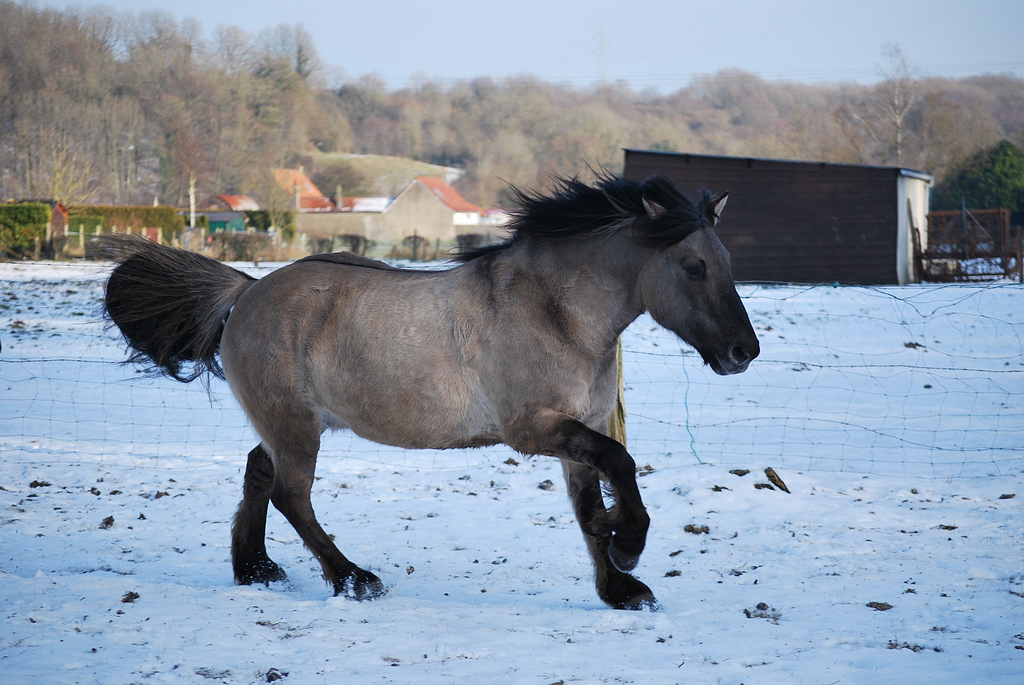
Souris.
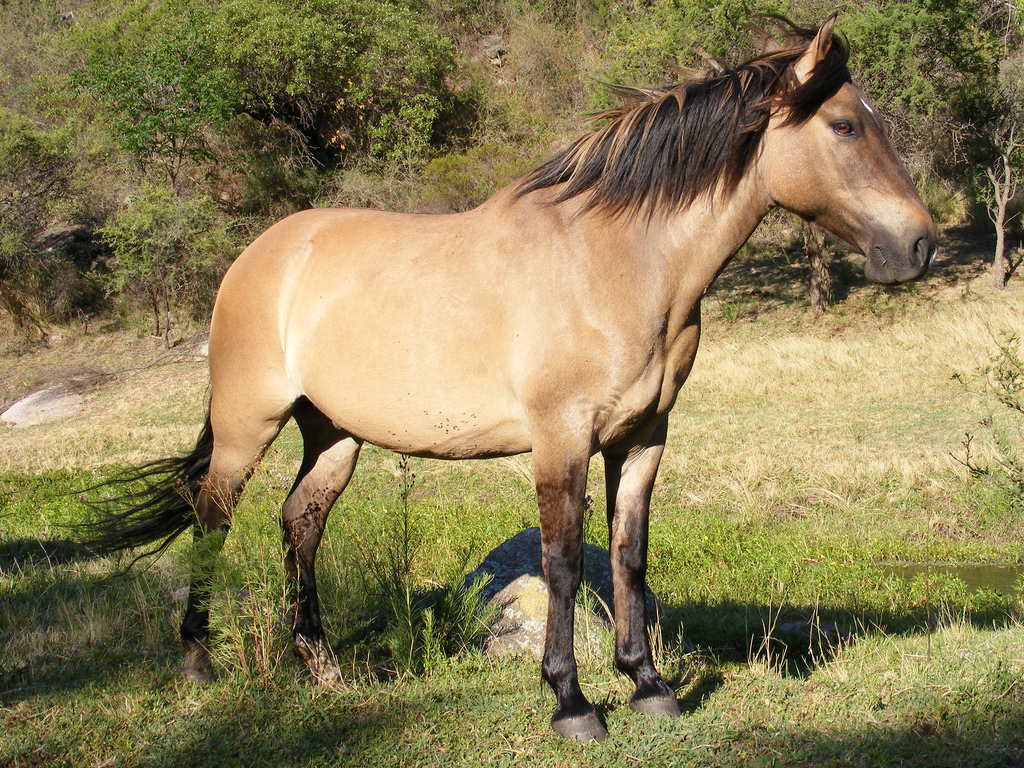
Isabelle sauvage, ou dun.
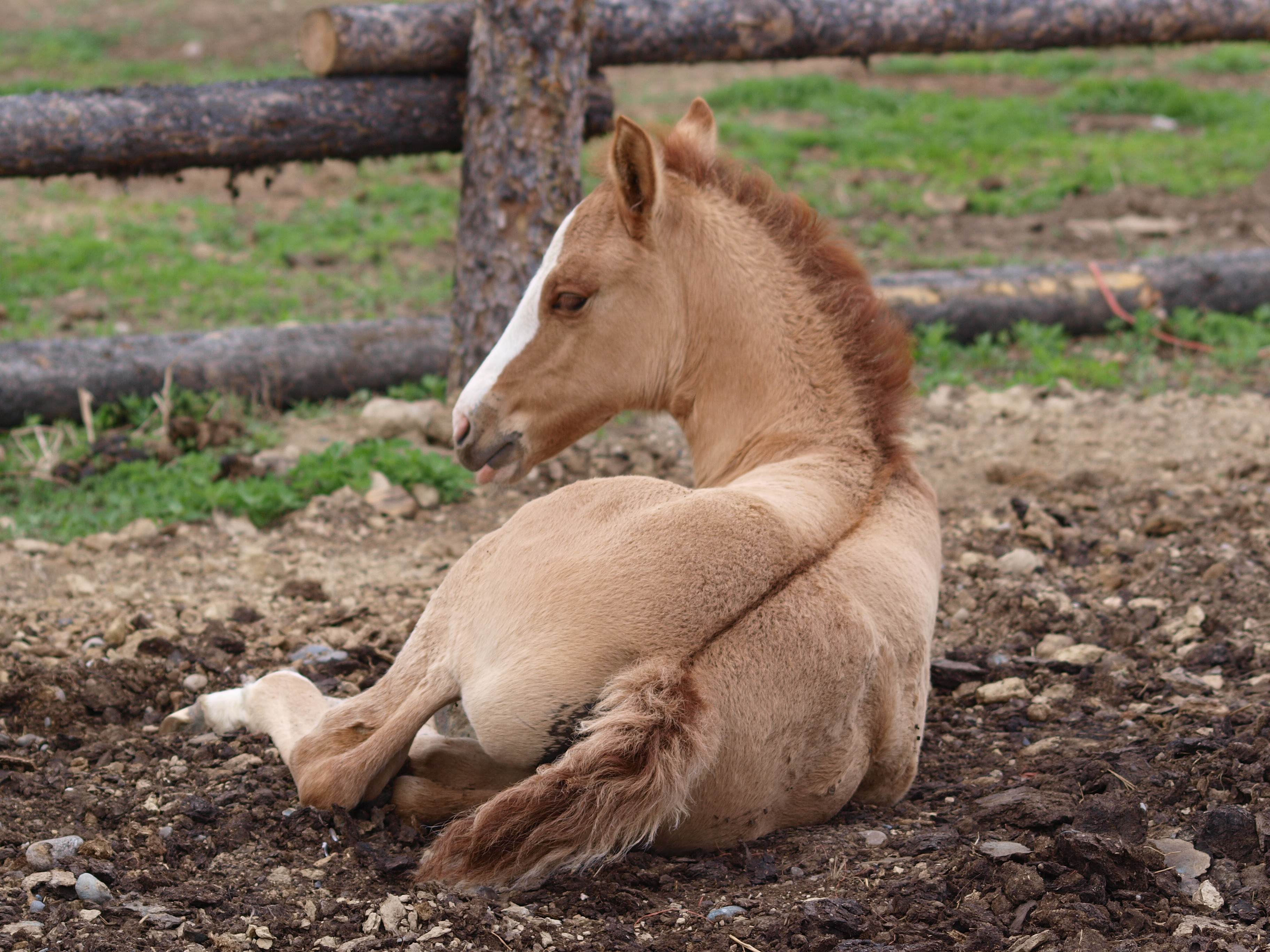
Alezan sauvage, ou red dun.

### Gène champagne
Ce gène, extrêmement rare, agit sur la couleur des poils, des crins et des yeux ainsi que sur la pigmentation de la peau. À la naissance, les poulains champagne possèdent une peau rose et des yeux bleus. En grandissant, leur peau développe de petites taches sombres et leurs yeux deviennent verts ou noisette. Les chevaux porteurs de ce gène présentent souvent des pommelures et un reflet métallique. Il existe plusieurs cas de figure selon que le cheval possède ou non en plus du gène champagne un gène crème, et selon la famille de robe de base à laquelle le cheval appartient.
Si le cheval appartient à la famille des alezans, il s'agit d'un champagne or. Cette robe est très proche du palomino, mais la peau est rose avec de petites taches et les yeux sont clairs. Si le cheval appartient à la famille des noirs, sa robe est champagne classique, intermédiaire entre l'isabelle et le souris. Leurs crins sont brun foncé plutôt que noirs, la peau rose à taches et leurs yeux clairs. Si le cheval est bai, la dénomination est champagne ambre, robe la plus proche de l'isabelle avec cependant des crins plus bruns que noirs, la peau rose avec des taches et les yeux clairs.

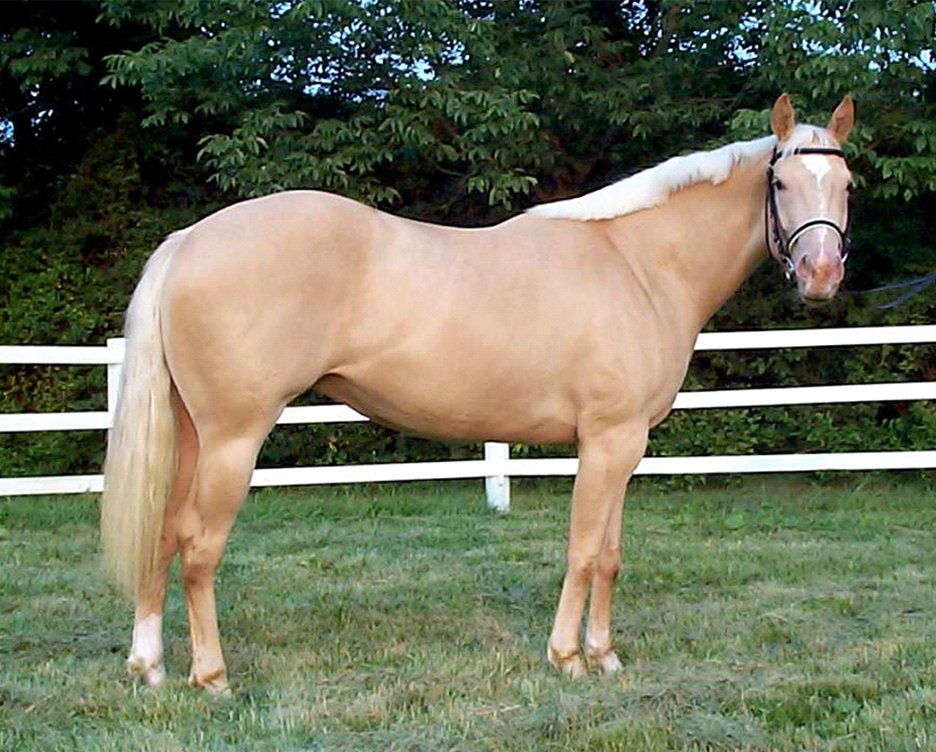
Champagne or.
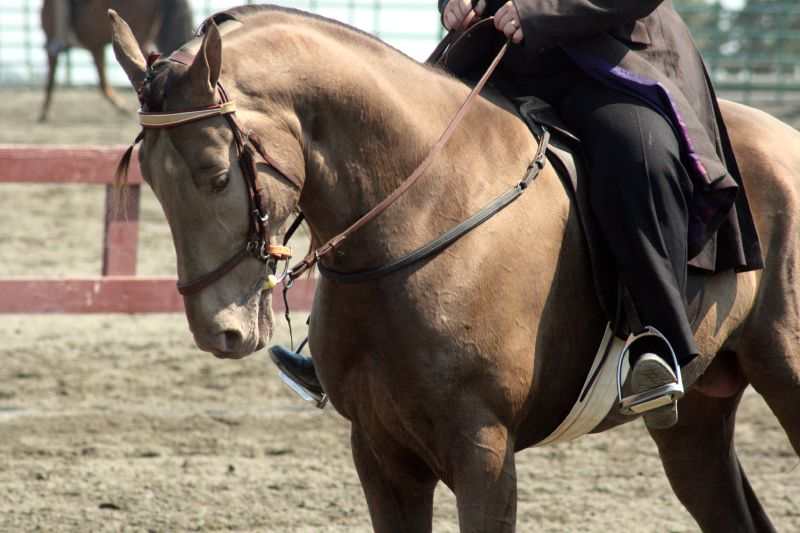
Champagne classique.
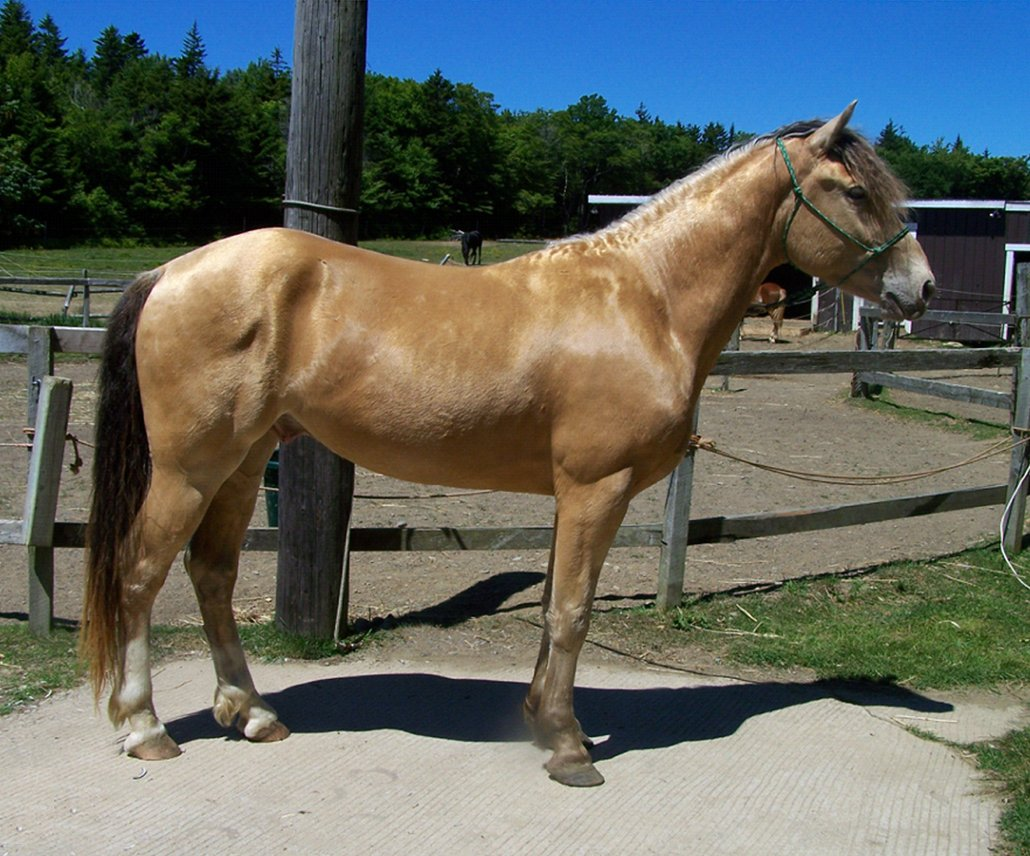
Champagne ambre.

### Gène silver

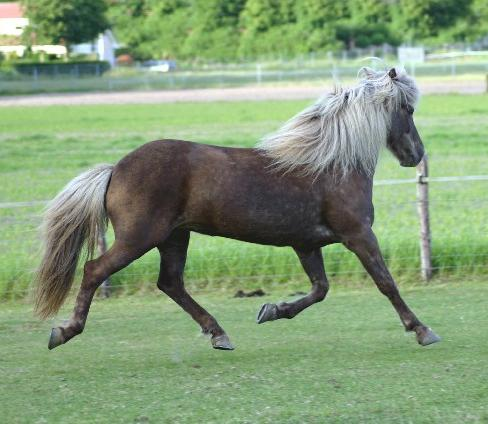
Noir silver.

Ce gène ne dilue que les crins et n'est pas visible sur les chevaux de robe alezane. On le trouve fréquemment chez les Comtois, les Islandais et les Rocky Mountain Horse. Les chevaux bais silver sont fréquemment confondus avec les alezans crins lavés, mais s'en distinguent par le bas des jambes qui reste noir, et non alezan. Les chevaux noirs silver sont aussi appelés chocolat crins lavés.

### Gène perle
Découvert très récemment, ce gène de dilution incomplet récessif s’exprime de manière particulière: il n’agit que dans deux circonstances (élucidées pour l'instant) :
- en double exemplaire (prl-prl)
- couplé à un allèle crème (CR-prl)

Il est appelé perle au sein des races ibériques, et barlink factor chez les races américaines (QH et PH). Il fut d'ailleurs découvert en premier lieu chez ces derniers, puis des analogies ont été faites avec les chevaux ibériques. Ceci reflète l'influence ibérique dans le sang des races américaines, et en hommage à cette histoire, le terme « pearl » (perle) fut choisi pour ce gène.
Visuellement, la différence entre un perle et un crème se fera au niveau des crins, généralement plus foncés chez le perle, et des yeux, qui tirent plus volontiers sur des couleurs vert/lavande que sur le bleu.
Les gènes crèmes et perle seraient localisés sur le même chromosome, sur des loci proches, ce qui impliquerait qu'un cheval ne puisse être porteur, sur le même chromosome, d'un allèle pearl et d'un allèle crème (à part dans le cas d'un enjambement génétique). Ceci impliquerait, si cette hypothèse se vérifie, qu'un cheval génétiquement CR-prl ne pourrait alors transmettre que l'un OU l'autre de ses gènes de dilution, mais pas les deux à la fois (sans enjambement génétique). La rareté de ce gène perle et le fait qu'il ne s'exprime pas en simple exemplaire sans présence du gène crème, font qu'il est très difficile, à l'heure actuelle, de trouver toutes les combinaisons de dilutions possibles.

## Les mélanges à la robe du cheval
Un certain nombre de robes du cheval consistent en un mélange de poils blancs ou noirs sur l'une des trois robes de base.

### Mélanges de poils blancs
Le rouan, ou rouannage, nommé « granité » dans la nomenclature 2011 de l'Institut français du cheval et de l'équitation, consiste en un mélange de poils blancs sur une autre robe de base du cheval, noire, alezane ou baie, qui n'évolue pas au cours du temps. On distingue l'aubère ou alezan granité, une robe alezane présentant un mélange de poils blancs. La robe est parsemée de poils blancs, sauf sur les zones osseuses comme la tête, le garrot, les épaules et les hanches. Dans le cas contraire, il s'agit d'un alezan en train de grisonner, et sa robe évoluera jusqu'à devenir presque blanche. Rouan ou bai granité est une robe baie présentant un mélange de poils blancs. La robe noire présentant un mélange de poils blancs, noir granité, correspond à l'ancienne dénomination « gris fer ».

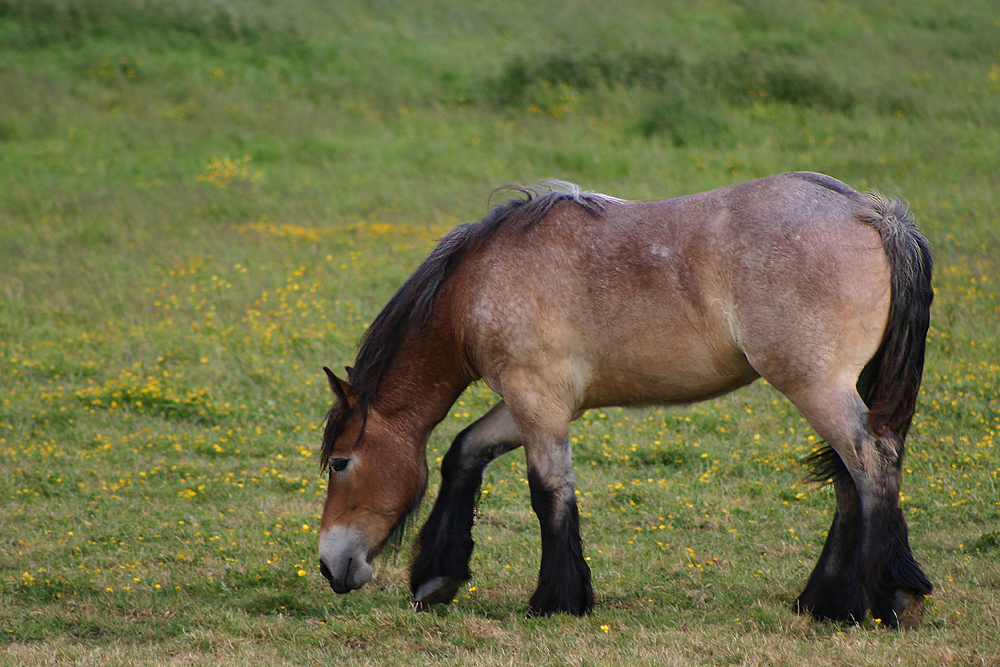
Un cheval de trait de race belge bai granité, ou rouan.
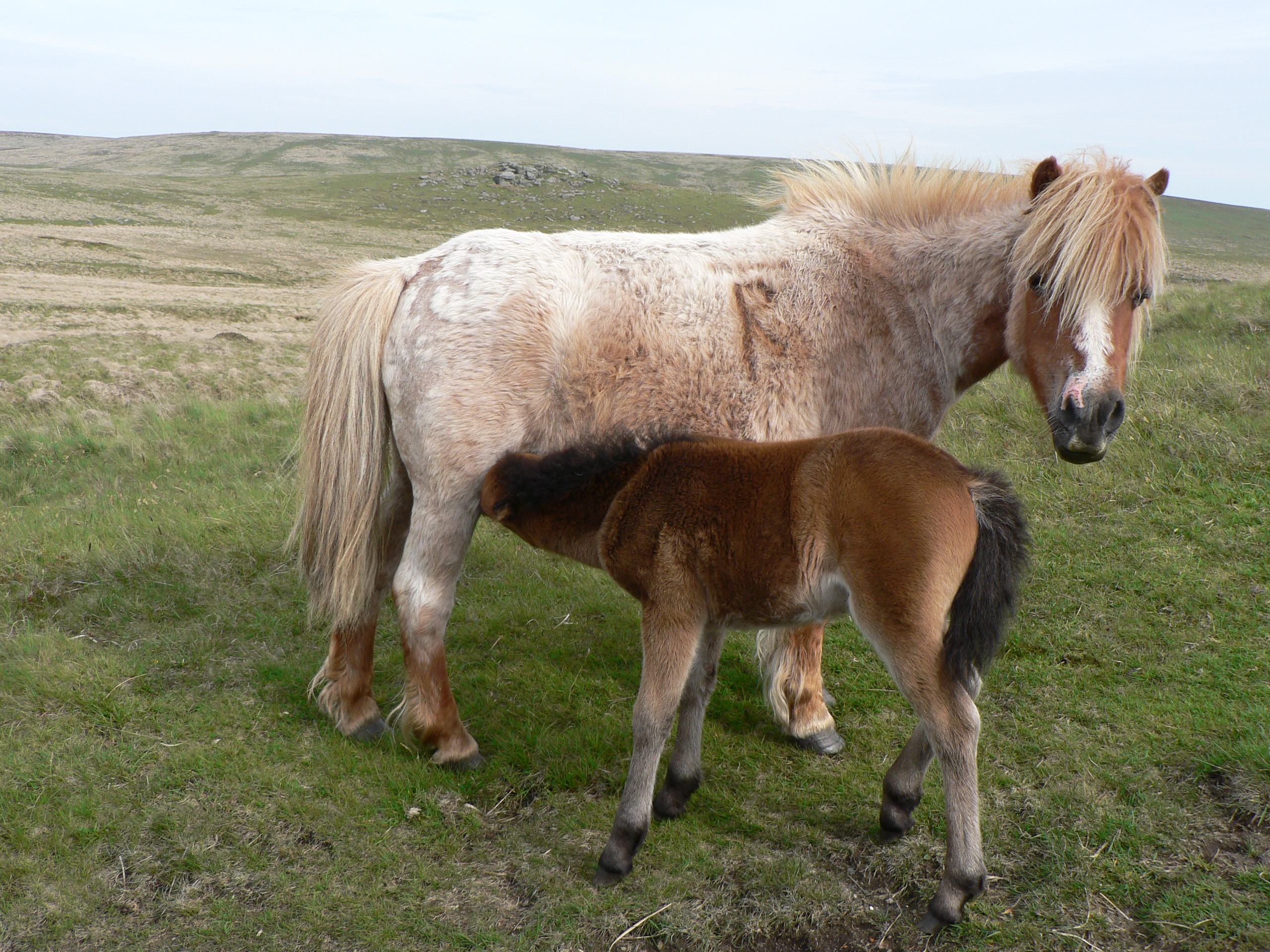
Un poney de race Dartmoor à la robe alezane granitée, ou aubère.
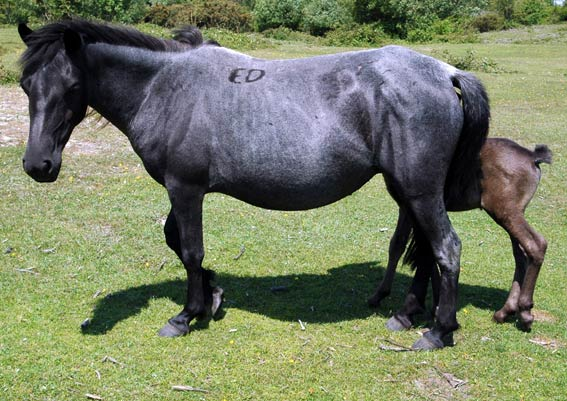
Un New Forest (cheval) à la robe noire granitée, ou gris fer.

### Mélanges de poils noirs
Le gène sooty s'exprime par un mélange de poils noirs sur une autre robe, généralement à l'extrémité du pelage. En France, les chevaux portant un mélange de poils noirs sont nommés « fumés ». La robe isabelle fumée correspond à l’ancienne dénomination « louvet ».

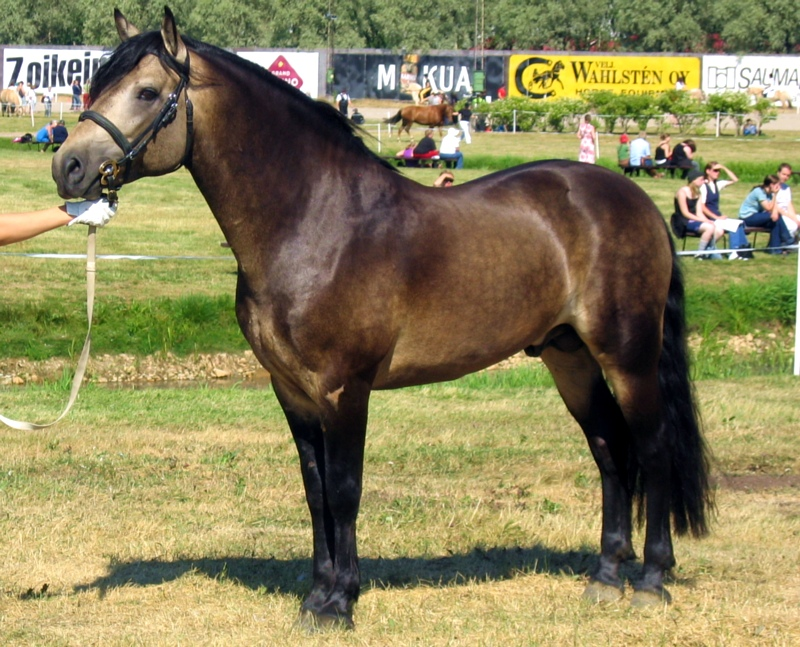
Isabelle fumé, dit louvet.
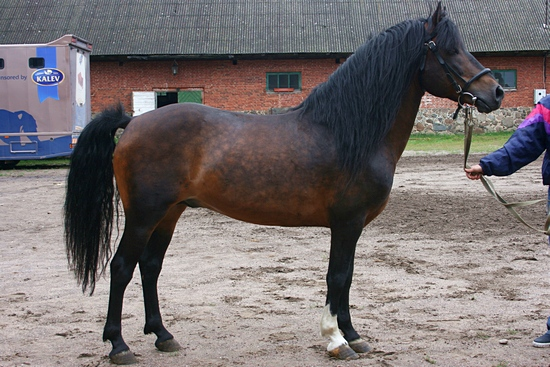
Bai fumé.
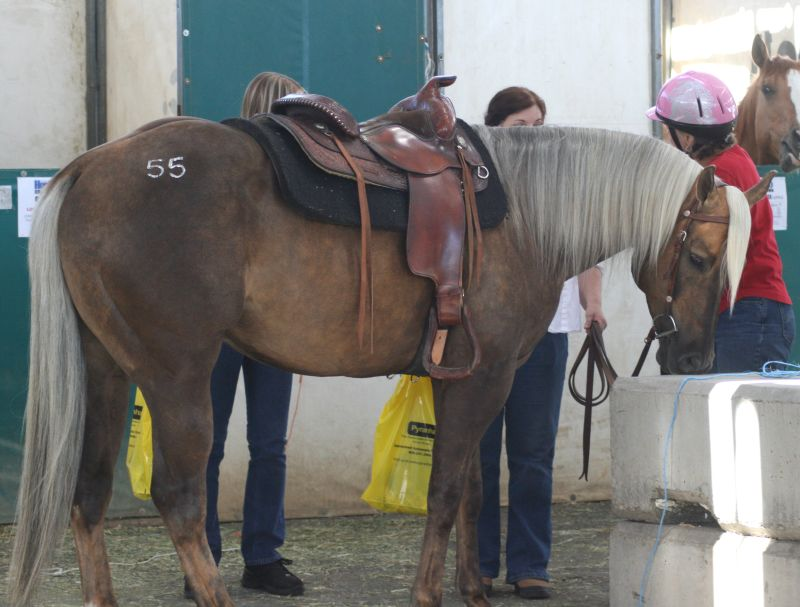
Palomino fumé.

### Panachures

#### Pie
Les chevaux sont définis comme pie s'ils possèdent deux couleurs de robes bien distinctes, dont le blanc, non réparties équitablement, ou au moins une balzane dépassant la hauteur du coude ou du grasset. Sous les plaques blanches, la peau est toujours rose. Pie tobiano est la robe pie la plus courante. Le blanc traverse la ligne du dos et n'atteint généralement pas la tête. On trouve souvent quatre balzanes haut chaussées et des crins panachés de blanc. La limite entre la couleur et le blanc est régulière et bien nette. Chez le pie overo, le blanc ne traverse pas la ligne du dos mais atteint très souvent la tête. Les balzanes sont généralement incomplètes : elles ne font pas tout le tour du membre. Les crins sont panachés de blanc. La limite entre les taches et le blanc est plus irrégulière que celle des tobianos.
Le Pie tovero correspond à un cheval quasiment blanc, la tête est blanche avec une marque sur les oreilles, autour de la bouche et parfois autour des yeux. Les marques sont régulières et le blanc traverse le dos, les membres sont généralement blancs. La queue et la crinière sont unies. Chez le pie sabino, le blanc s'étale sur le ventre et parfois la gorge et la partie inférieure de la tête. La bordure des plaques blanches est déchiquetée ce qui fait penser à de la dentelle. Le Balzan est la plus rare des robes pie. La répartition du blanc est la même que pour le sabino mais la bordure des plaques blanches est beaucoup plus régulière et bien nette.

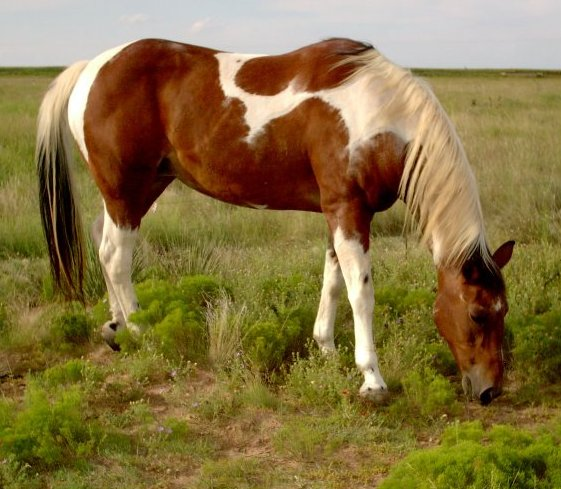
Pie bai tobiano.
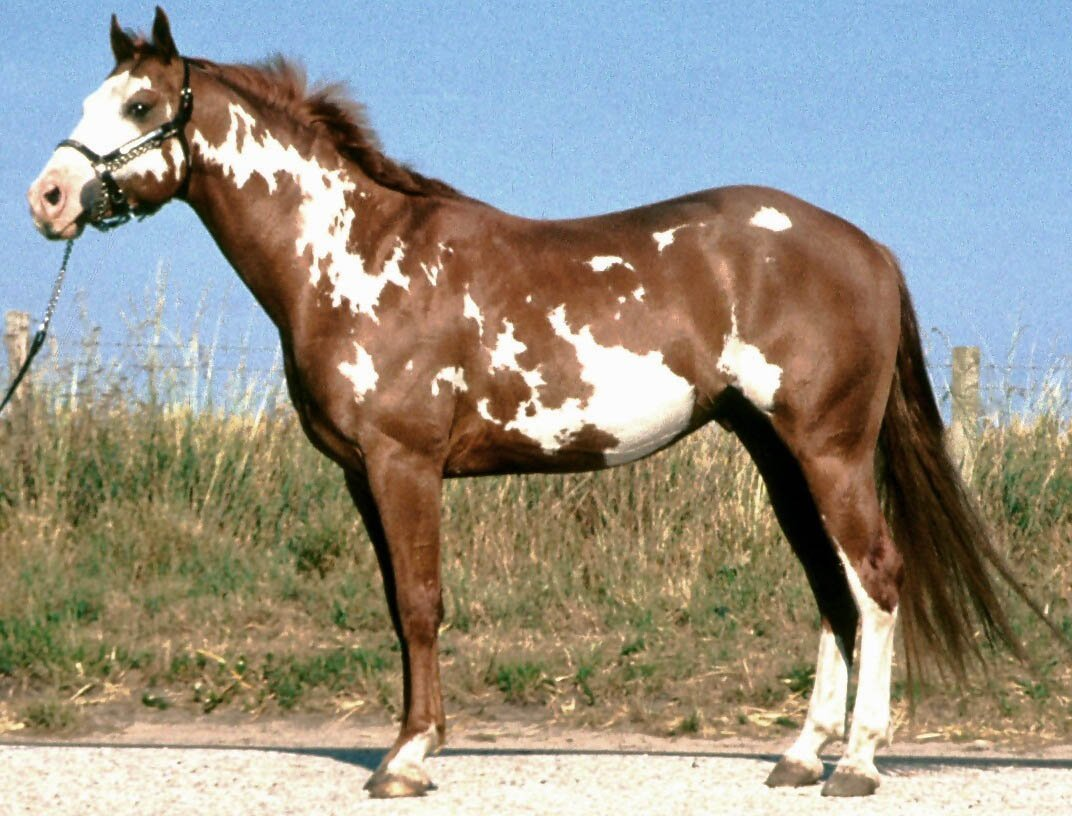
Pie alezan overo.
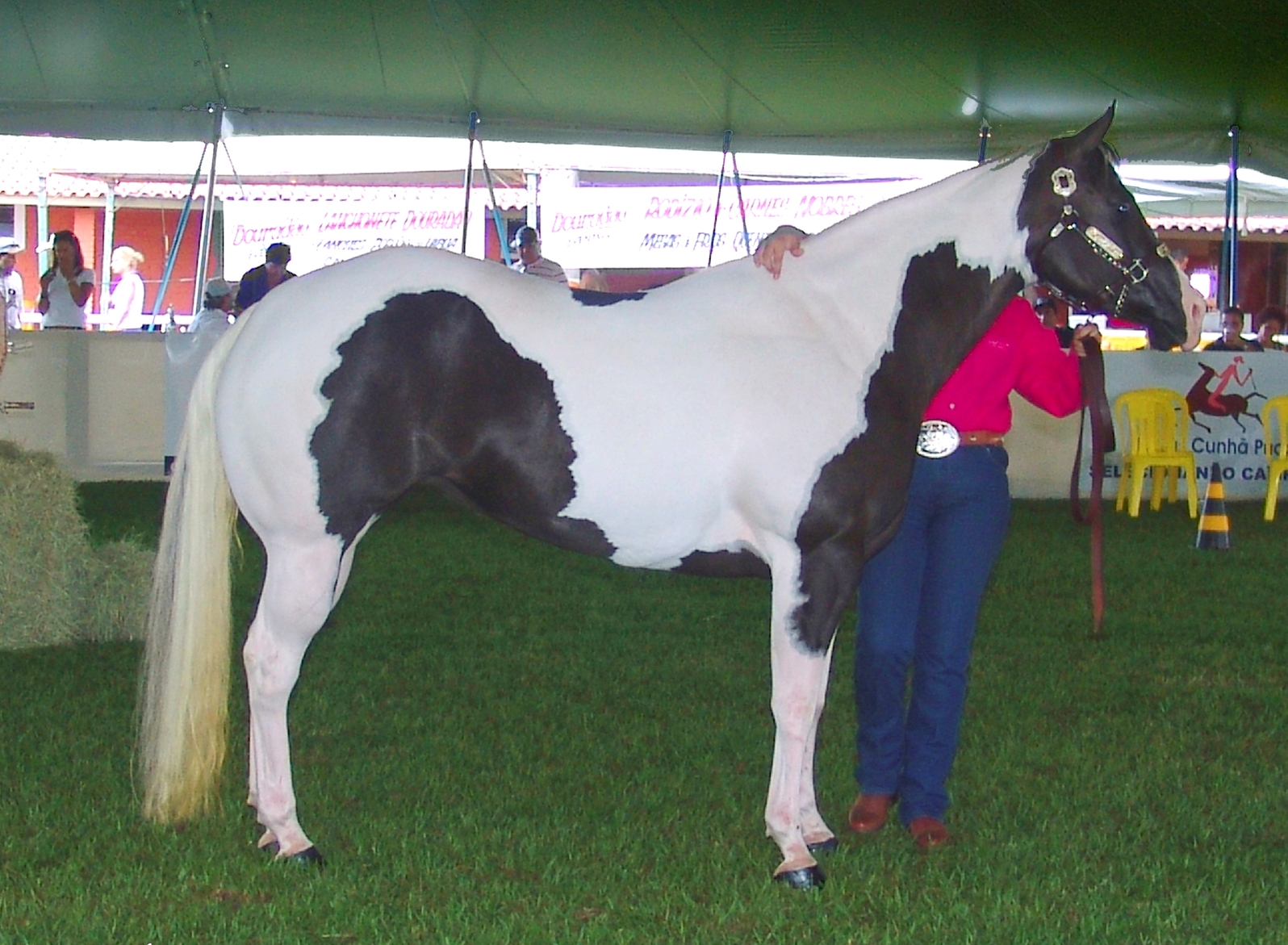
Pie noir tovero.
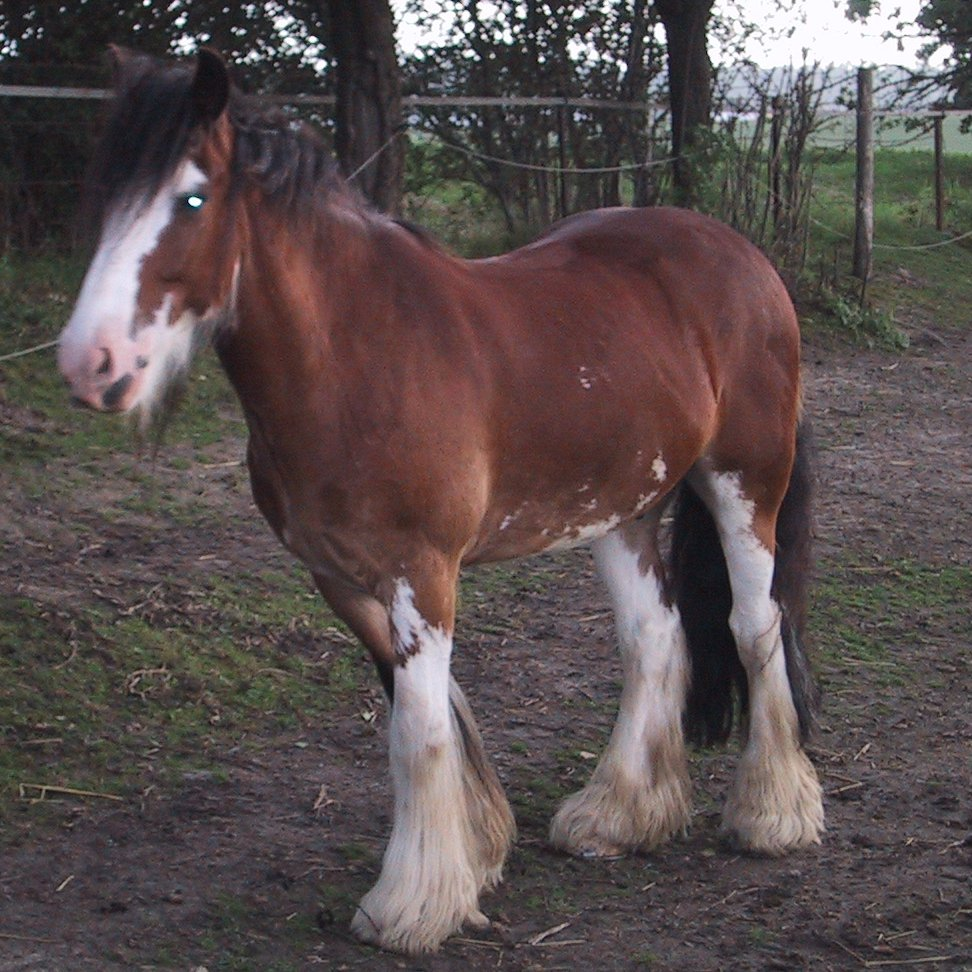
Pie bai sabino.

#### Tacheté
La robe tachetée du cheval, souvent appelée à tort « Appaloosa » en référence à une race arborant ce type de robe, désigne les robes qui laissent apparaître de petites taches rondes. La variante léopard consiste en un fond de robe blanc, avec de petites taches de couleur. Capé (en anglais : blanket) est une avant-main souvent unie avec une arrière-main blanche, parfois recouverte de petites taches rondes (spotted blanket), dont les bords sont nets. Flocon de neige consiste en de petites taches blanches semblables à des flocons, réparties sur le corps. Marmoré est une robe parsemée de poils blancs, sauf sur les zones osseuses comme la tête, le garrot, les épaules et les hanches. Givré ou frost est une robe présentant des taches blanches sur les reins ou les hanches, avec des poils blancs, plus ou moins nombreux, sur la ligne du dos.

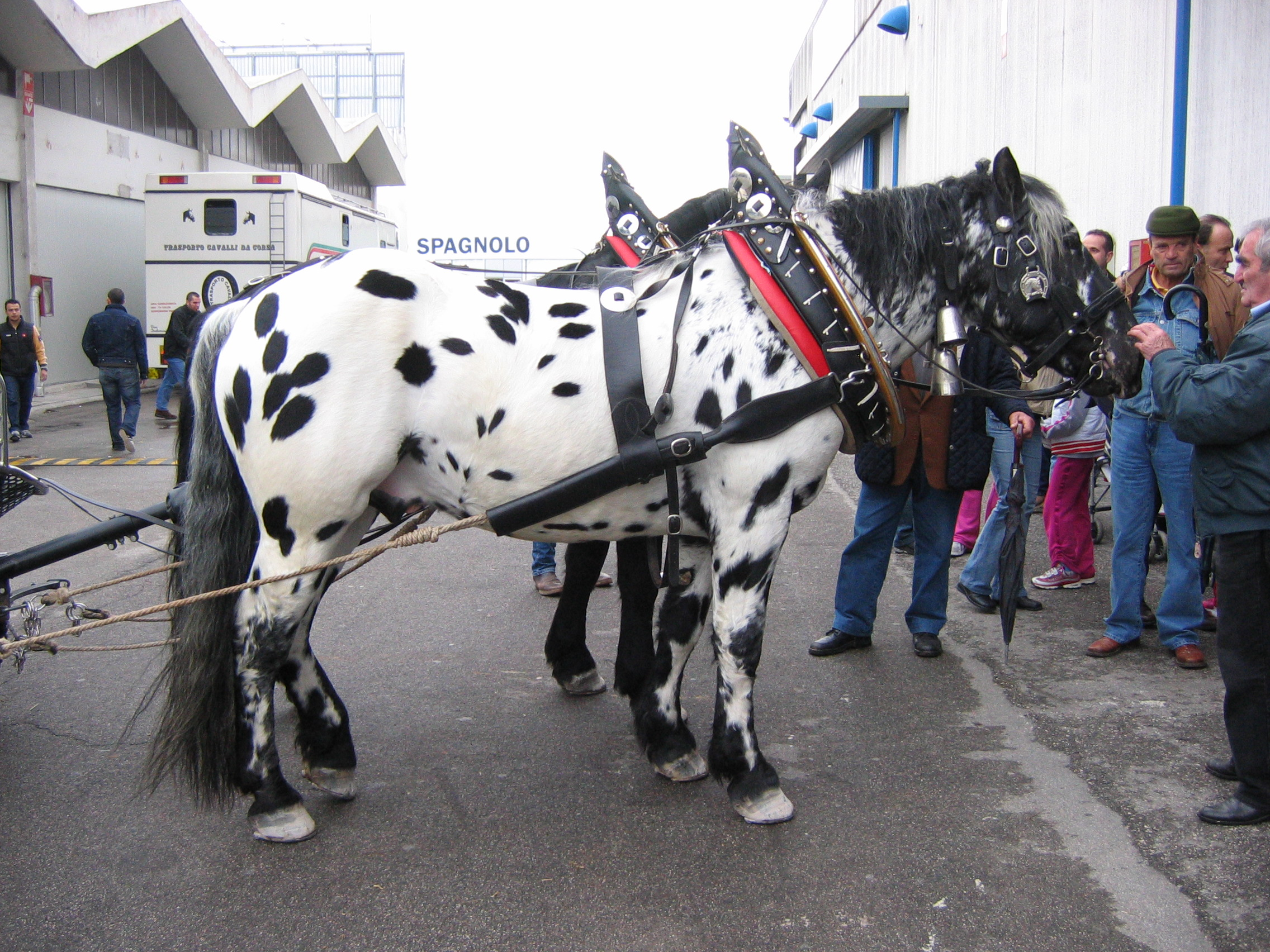
Pie noir léopard.
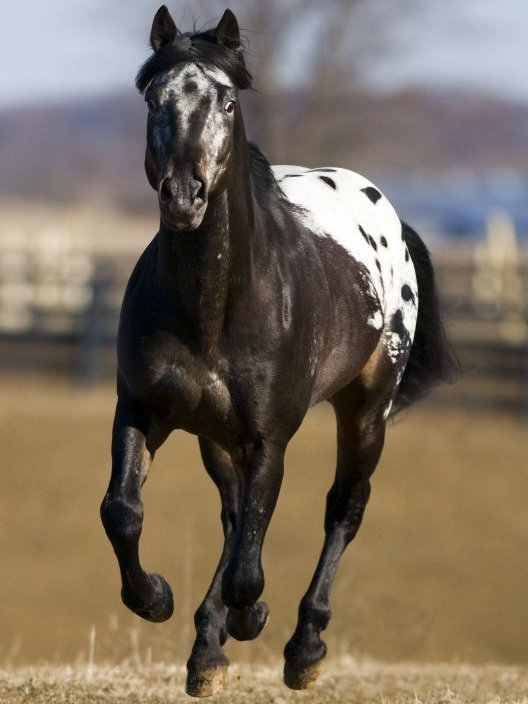
Pie noir capé.
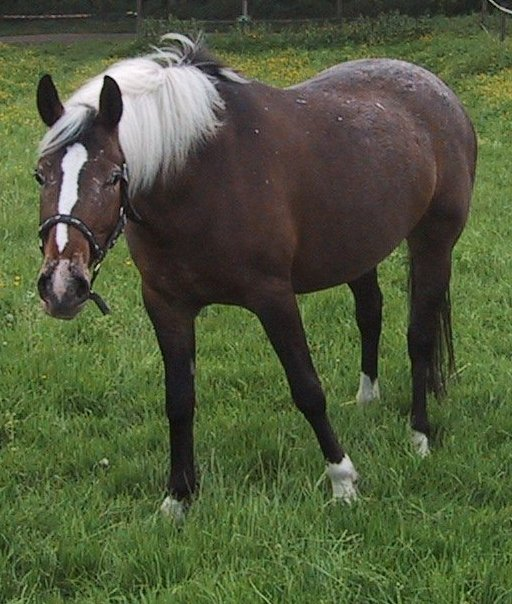
Pie noir givré.

#### Bringé et rayé

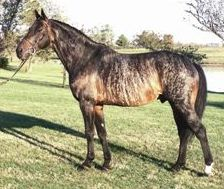
Robe bringée.

Il existe aussi une robe bringée. Elle est composée de zébrures sombres ou blanches verticales. Elle se trouve principalement en Amérique du Sud. Le rayé est son équivalent, mais avec des rayures blanches verticales.

### Rabicano
Rabicano est une couleur particulière de robe du cheval, caractérisée des poils blancs sur les flancs et la queue. C'est aussi le nom du gène responsable de cette couleur.

### Gris

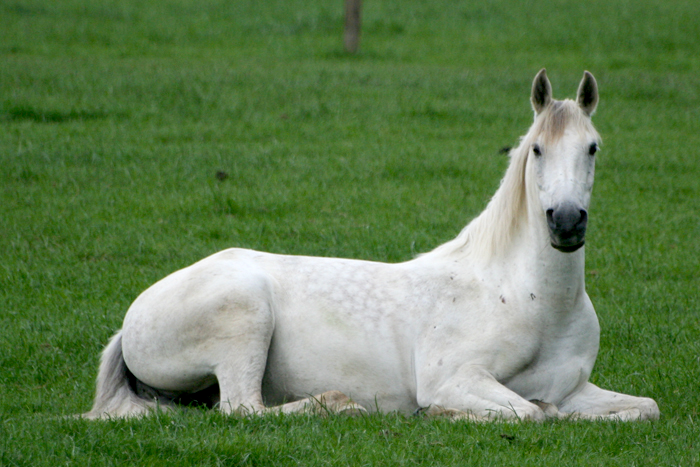
Gris clair.

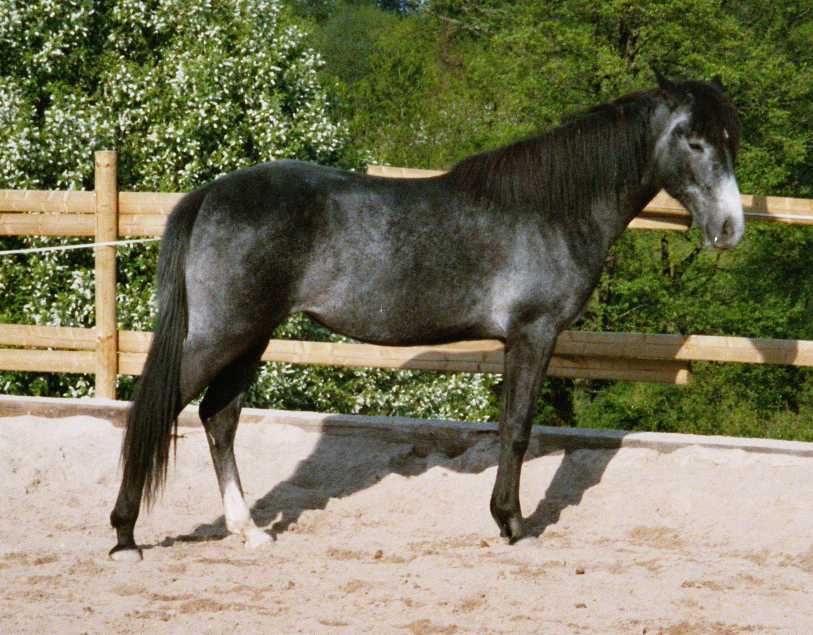
Gris foncé.

La robe grise, ou plutôt le grisonnement, est le résultat d'une dépigmentation des poils : le gène gris entraîne une surproduction de pigments dès le plus jeune âge, ce qui épuise les mélanocyte bien plus tôt que chez un cheval non porteur. La peau est noire et les yeux foncés. Le poulain naît coloré (noir, bai, isabelle...)et même souvent avec ce que l'on pourrait qualifier d'une robe adulte (ses membres sont foncés). En vieillissant, les pigments que contiennent les poils ne sont progressivement plus produits. La plupart des chevaux que l'on croit blancs sont en fait gris clair, ils naissent avec une robe sombre et blanchissent en vieillissant. C'est le cas du Camarguais, du Lippizan, du PRE, et du célèbre cheval d'obstacle Milton. Le cheval blanchit progressivement tout au long de sa vie et le moment où il finit complètement blanc dépend de la race et du cheval (cela peut aller de 5 à 15 ans !). A contrario, certains chevaux dits « gris fer » ou « gris souris » sont en fait noirs rouannés, ou souris. Le grisonnement est à l'origine de tumeurs de la peau : les mélanomes qui se révèlent parfois cancérigènes. En plus du gris clair, souvent confondu avec le blanc, on distingue le gris, gris foncé, gris moucheté, gris truité (présentant des petites touffes de poils bruns ou noirs), et gris tourterelle.

### Pangaré

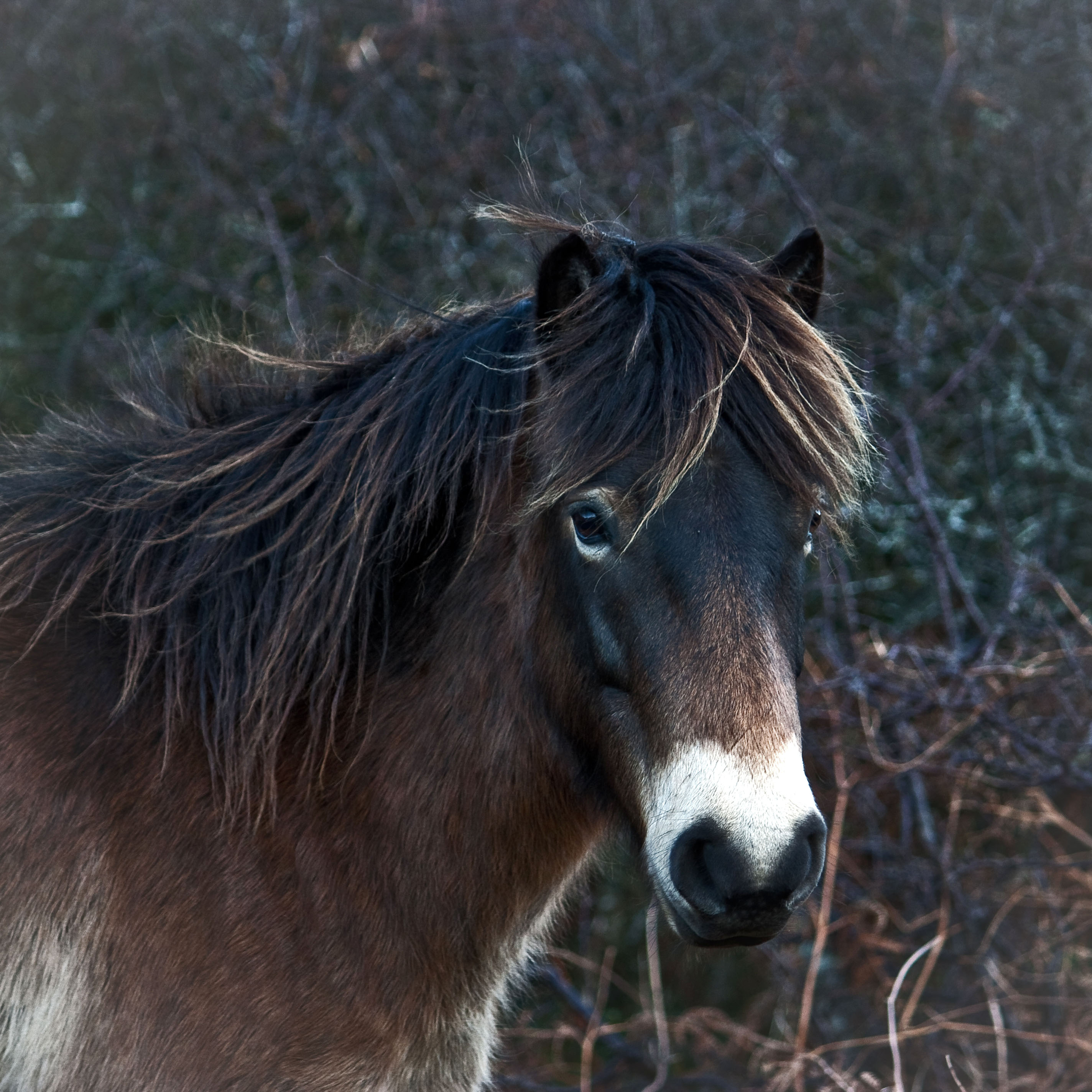
Pangaré.

Certains chevaux présentent un bout de nez, un poitrail, les coudes et l'intérieur des cuisses décolorés : ils sont dits pangarés. Leur ventre plus clair est nommé « ventre de biche ».
Le noir pangaré est une erreur de langage et n'est pas possible génétiquement. (Il semblerait que le pangaré n'agisse pas sur le noir)

## Blanc

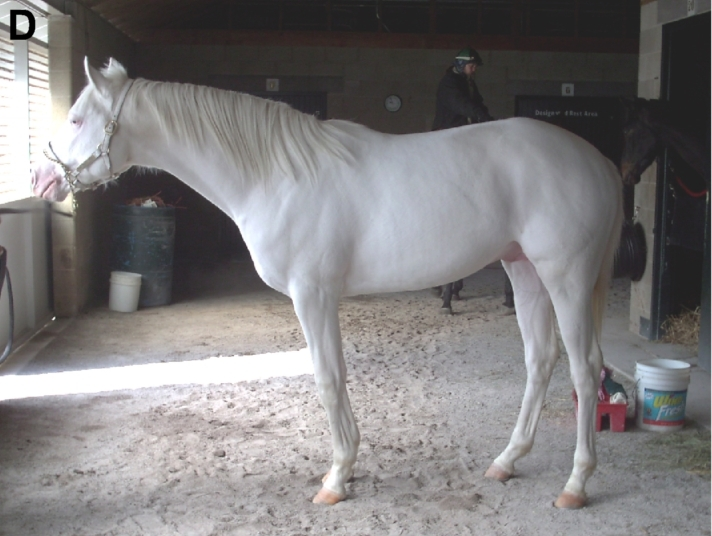
Blanc.

Le blanc est extrêmement rare, caractérisé par un pelage blanc et une peau complètement rose. Les chevaux porteurs d'une variante de blanc dominant naissent pie ou blancs avec le pelage blanc, et ne changent jamais de couleur au cours de leur vie. Ils sont souvent confondus avec les gris, qui ont la peau noire et des poils blancs. Il ne faut pas confondre les chevaux blancs avec des albinos, car l'albinisme, caractérisé par les yeux rouges, n'existe pas chez le cheval.

## Marques
Les marques sont un autre moyen d'identifier les chevaux, grâce à des particularités qui s'ajoutent à leur robe. Ces marques sont présentes dès la naissance, propres à chaque cheval. Elles servent dans l’identification du cheval. Il s'agit le plus souvent de marques blanches sur le front (les marques en tête), le chanfrein (les listes) ou les membres (les balzanes). Des marques non blanches peuvent aussi être présentes sur le corps. Certaines de ces marques sont propres aux races dites primitives. Enfin, les chevaux ont d'autres caractères distinctifs liés à leur robe, notamment la couleur de leur peau (noire, gris foncé, gris plus clair, ou rose), et la couleur des yeux.

### Particularités des yeux
Les yeux peuvent être noirs, bruns, noisette, bleus ou verts, mais également gris ou vairons.

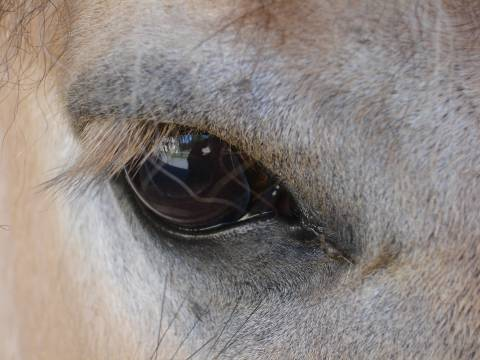
Yeux noirs.
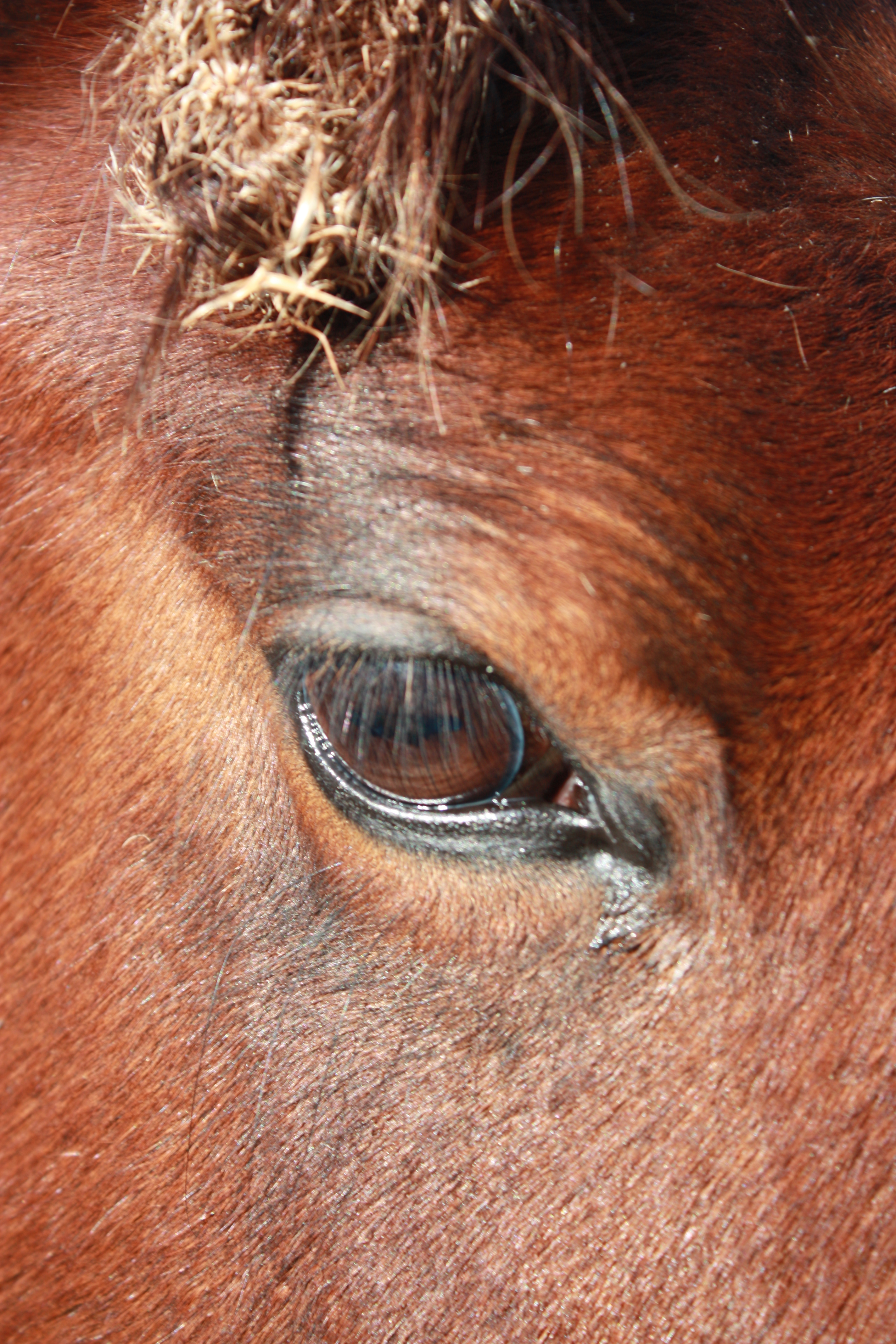
Yeux bruns.
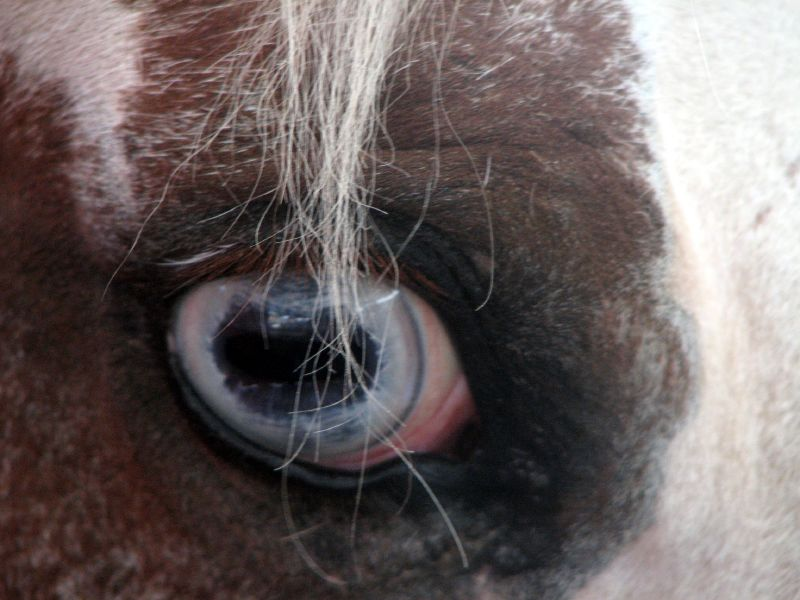
Yeux bleus.
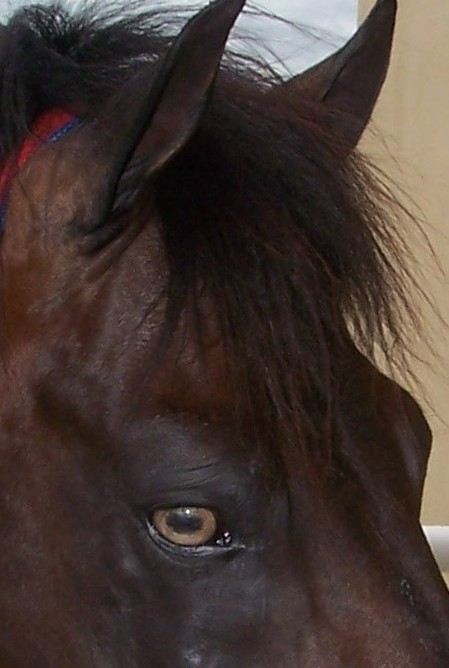
Yeux jaune doré.

### Marques en tête
| 1  | Fortement en tête prolongé par liste                                                                |
| 2  | Faiblement en tête prolongé par fine liste                                                          |
| 3  | En tête prolongé par liste, boit dans son blanc et ladre                                            |
| 4  | En tête irrégulier et mélangé prolongé par liste irrégulière déviée à gauche et boit dans son blanc |
| 5  | Liste interrompue                                                                                   |
| 6  | Belle-face                                                                                          |
| 7  | Ladre                                                                                               |
| 8  | Quelques poils en tête                                                                              |
| 9  | Petite pelote en tête                                                                               |
| 10 | Pelote en tête                                                                                      |
| 11 | En tête en losange prolongée par fine liste                                                         |
| 12 | En tête irrégulier à droite                                                                         |
| 13 | En tête irrégulier et taché du fond de la robe                                                      |
| 14 | Boit dans son blanc                                                                                 |

| 1  | Fortement en tête prolongé par liste                                                                |
| 2  | Faiblement en tête prolongé par fine liste                                                          |
| 3  | En tête prolongé par liste, boit dans son blanc et ladre                                            |
| 4  | En tête irrégulier et mélangé prolongé par liste irrégulière déviée à gauche et boit dans son blanc |
| 5  | Liste interrompue                                                                                   |
| 6  | Belle-face                                                                                          |
| 7  | Ladre                                                                                               |
| 8  | Quelques poils en tête                                                                              |
| 9  | Petite pelote en tête                                                                               |
| 10 | Pelote en tête                                                                                      |
| 11 | En tête en losange prolongée par fine liste                                                         |
| 12 | En tête irrégulier à droite                                                                         |
| 13 | En tête irrégulier et taché du fond de la robe                                                      |
| 14 | Boit dans son blanc                                                                                 |

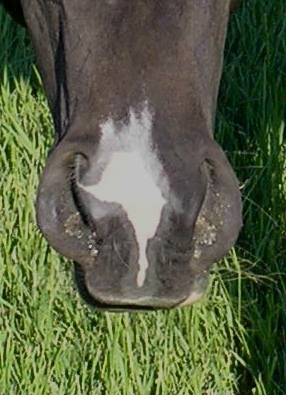
Ladre.

Le cheval peut présenter diverses marques en tête, suivant leur taille et forme, ces marques blanches portent un nom différent. L'en-tête est une tache de poils blancs sur le front du cheval. La liste est une trace verticale parcourant le chanfrein. Le ladre est une dépigmentation des naseaux et de la bouche de l'équidé.
| Terminologie            | Description                                          |
| En-tête                 | En-tête                                              |
| ----------------------- | ---------------------------------------------------- |
| pelote                  | tache ronde ou ovale sur le front                    |
| étoile                  | tache dont la forme rappelle une étoile sur le front |
| liste                   | trace verticale parcourant le chanfrein              |
| étoile prolongée        | étoile et liste attachées                            |
| Liste                   |                                                      |
| continue ou discontinue |                                                      |
| déviée                  | liste partant vers la gauche ou la droite            |
| fine ou large           |                                                      |
| belle face              | déborde des deux côtés du chanfrein                  |
| herminée                | contient des petites taches de couleur               |
| bordée                  | la jonction avec le poil coloré n'est pas franche    |
| boit dans son blanc     | blanc qui s'étend aussi sur les nez et la bouche     |

Cap de maure désigne une tête plus sombre, le nez de renard une tête plus claire.

### Marques du ventre et des membres

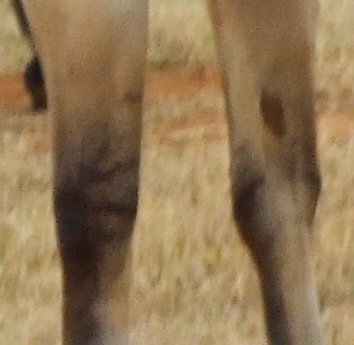
Zébrures sur les membres.

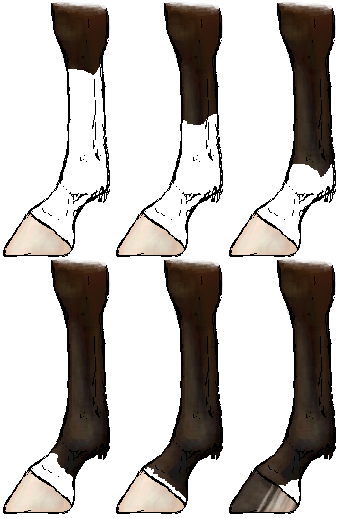
Différents cas de balzanes : balzane chaussée - grande balzane - balzane - petite balzane - principe de balzane - trace de balzane.

Les membres peuvent eux aussi présenter différentes marques, suivant la taille et forme, elles portent un nom différent. La balzane est une tache de poils blancs sur les jambes.
| Terminologie          | Description                                                                         |
| Balzane               | Balzane                                                                             |
| --------------------- | ----------------------------------------------------------------------------------- |
| herminures            | petites taches noires dans la balzane                                               |
| trace de balzane      | taches qui ne font pas le tour de la jambe                                          |
| petite balzane        | ne dépasse pas le boulet                                                            |
| grande balzane        | monte jusqu’à mi-canon                                                              |
| balzane chaussée      | monte jusqu'au-dessous du genou (membre antérieur) ou du jarret (membre postérieur) |
| balzane haut chaussée | englobe le genou ou le jarret                                                       |

Les zébrures peuvent aussi être présentes sur les jambes. Elles sont fréquentes sur les chevaux de robe isabelle ou souris

#### Crins
Les crins peuvent être des crins lavés, blancs (si la robe n’est pas blanche), ou mélangés, notamment sous l'action du gène silver.

#### Marques du corps
Le corps peut présenter une raie de mulet, fine ligne noire sur le dos qui passe du garrot à la croupe. Les raies de mulets sont fréquentes sur les chevaux de robe isabelle ou souris. La bande cruciale est une ligne transversale au niveau des épaules, cette marque est aussi appelée croix de Saint André. Cette particularité est fréquente chez les ânes.

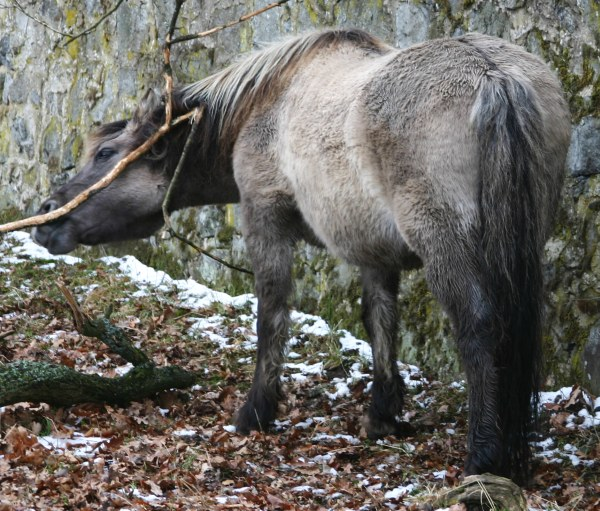
Raie de mulet.
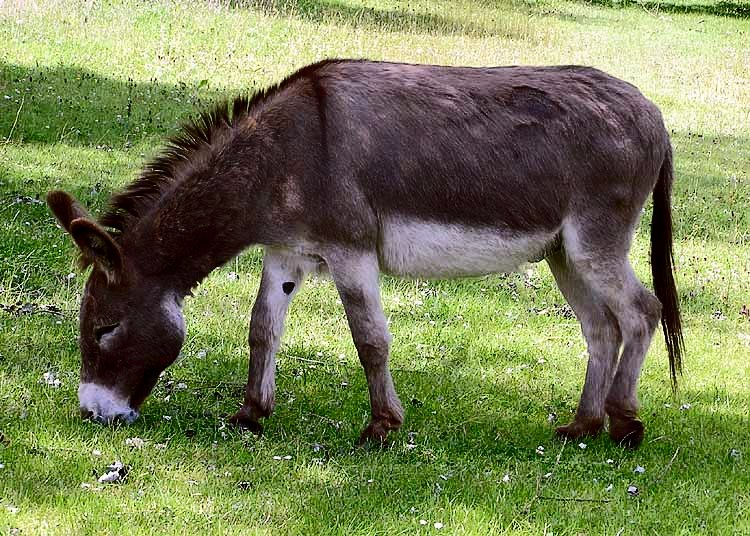
Croix de Saint André.

Les pommelures sont de petits cercles plus sombres que les poils. Un ladre est une partie du corps dépigmentée, donc des poils blancs avec une peau rose.
- Des charbonnures : zones de poils bruns
- Un miroité : des zones de poils plus brillants
- Le rubican : quelques poils blancs répartis sur une robe foncée
- Le neigé : des bouquets de poils blancs sur une robe sombre
- Le bordé : un mélange de deux couleurs de poils à la frontière entre deux couleurs (fréquent chez les chevaux pie)
- Le moucheté : des bouquets de poils noirs sur une robe claire
- Le truité : des bouquets de poils marron-rouge sur une robe claire
- L'herminé : des taches noires plus grandes et plus marquées que les pommelures
- La marque de feu : un reflet fauve sur une robe sombre
- Des marques accidentelles : des zones où le poil repousse blanc à la suite de blessures
- Zain : aucun poil blanc

#### Épis
Les épis sont les notations du sens de pousse des poils sur la tête du cheval.

## Classifications des robes du cheval

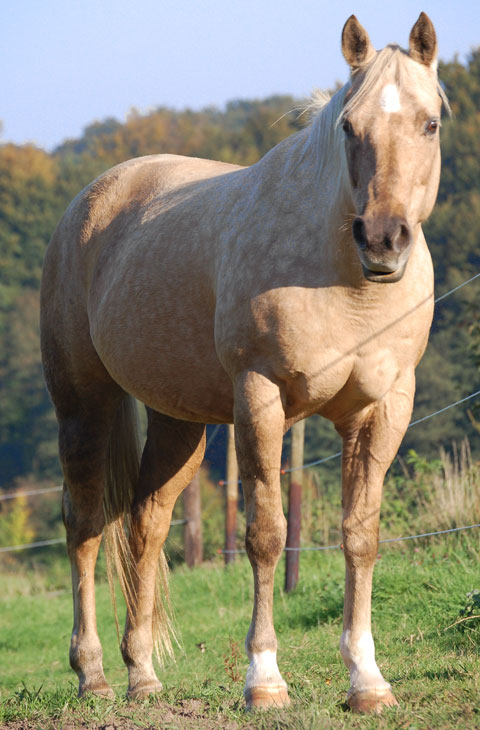
Le nom de « Café au lait », utilisé pour décrire les robes de couleur jaune clair en France, ne correspond pas à la réalité génétique.

Les classifications des robes du cheval diffèrent selon les pays, et les différentes réglementations en vigueur. Les découvertes de la génétique ne s'accordent pas toujours avec les papiers officiels. En France notamment, la description des robes des chevaux est restée longtemps basée sur l'aspect visuel, et certains noms de robes, tels café au lait, pouvaient correspondre à plusieurs réalités génétiques (palomino clair, champagne or, etc.).
Les robes étaient autrefois classées en trois catégories. On distinguait les robes simples composées d'une couleur : Blanc, Alezan, noir, Café au lait, puis les robes composées de deux couleurs séparées : Bai, Isabelle, Souris, les robes composées de deux couleurs mélangées : Gris, Aubère, Louvet, et enfin les autres robes, qui n'entrent pas dans les trois autres catégories : Rouan (robe à trois couleurs mélangées) et Pie. Il existait un moyen mnémotechnique pour se souvenir des robes, notamment pour le passage des examens fédéraux d'équitation nommés les galops. Il a marqué toute une génération de cavaliers, c'est le BANC-BIS-GAL-RP. Chaque lettre y représentait une robe :
- BANC : Blanc, Alezan, noir, Café au lait. Expression mnémotechnique : « Bel Animal Né Cheval ».
- BIS : Bai, Isabelle, Souris. Ce sont des robes composées de deux couleurs de poils mélangées. Expression mnémotechnique : « Beauté Irrésistiblement Sage ».
- GAL : Gris, Aubère, Louvet. Ce sont des robes mélangeant deux des couleurs ci-dessus. Expression mnémotechnique : « Galope Avec Légèreté ».
- RP = Rouan, Pie. Ce sont des robes mélangeant trois (ou plus, mais c'est rare) des couleurs citées ci-dessus (sauf GAL). Expression mnémotechnique : « Royal Partenaire ».

Depuis 1999, la classification des Haras Nationaux a été modifiée pour prendre en compte l'aspect génétique, et rendue officielle afin d'inclure des robes comme le palomino et le crème. Elle remplace le BANC BIS GAL RP et divise les robes du cheval en quatre grandes familles : les noirs, les alezans, les bais et les « autres ». Pour déterminer la famille de robe d'un cheval, il faut commencer par éliminer tous les poils blancs et ne regarder que les poils colorés. Si le cheval a des poils et des crins dans les tons fauve, il appartient à la famille des alezans. La famille des alezans comporte l’alezan, l’alezan brûlé, le café au lait et le palomino. S'il a des poils et des crins noirs, il appartient à la famille des noirs. La famille des noirs comprend le noir et le noir pangaré. S’il a les crins de couleur noire et les poils dans les tons marron, il appartient à la famille des bais. La famille des bais comprend le bai, l’isabelle et le souris.
Lorsque le cheval n'entre dans aucune de ces trois catégories, il est dit « autre ».
Après avoir déterminé la robe de base du cheval, les adjonctions (couleur de la peau, couleur des yeux, marques en tête, balzanes, zébrures, couleur des crins, marques du corps et épis) sont précisées. Une fois que l’on a déterminé la robe de base et ses adjonctions, on précise les mélanges de blanc ou de noir : rouannage, grisonnement ou louvet. Enfin, on précise les zones de blancs sur le cheval : Si elles sont irrégulières, il s’agit d’un pie et si elles sont symétriques, il s’agit de la robe tachetée.

### Famille des alezans

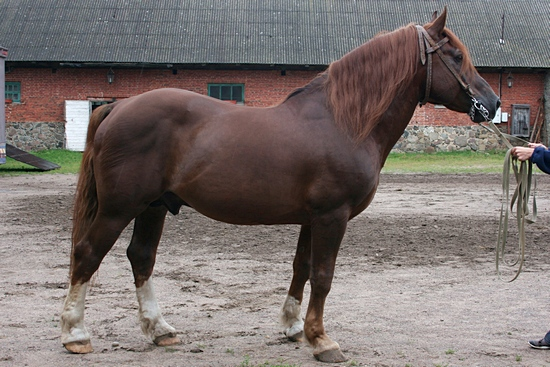
Alezan brûlé.

La famille des robes alezanes comprend l’alezan, l’alezan brûlé, le café au lait et le palomino. Ces chevaux ont toujours des poils et des crins fauves plus ou moins foncés. La peau n'est jamais rose, sauf sous les éventuelles marques en tête et les balzanes. Les yeux sont foncés. Les crins peuvent être plus clairs que la robe, mais en aucun cas les extrémités des membres, le bout du nez, le bout des oreilles ou les crins ne sont noirs. Café au lait décrit les robes comportant des poils et des crins de couleur café au lait. La peau est claire mais pas rose, et les yeux sont foncés.

### Famille des noirs

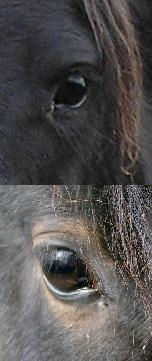
En haut, un cheval noir dont les crins sont décolorés par le soleil. En bas, un cheval noir pangaré, dont le contour de l'œil est marron.

Les chevaux appartenant à la famille des chevaux noirs ont toujours des poils, des crins et une peau noire, ainsi que des yeux foncés. La famille des robes noires comporte le noir et le noir pangaré.

### Famille des bais
Les chevaux appartenant à la famille du bai ont toujours les poils fauves, marron ou cendrés avec des variantes possibles et les crins, le bas des membres, le bout du nez et le bout des oreilles de couleur noire. Dans cette famille existent les robes : bai, bai brun, bai brûlé, isabelle et souris.

### Autres

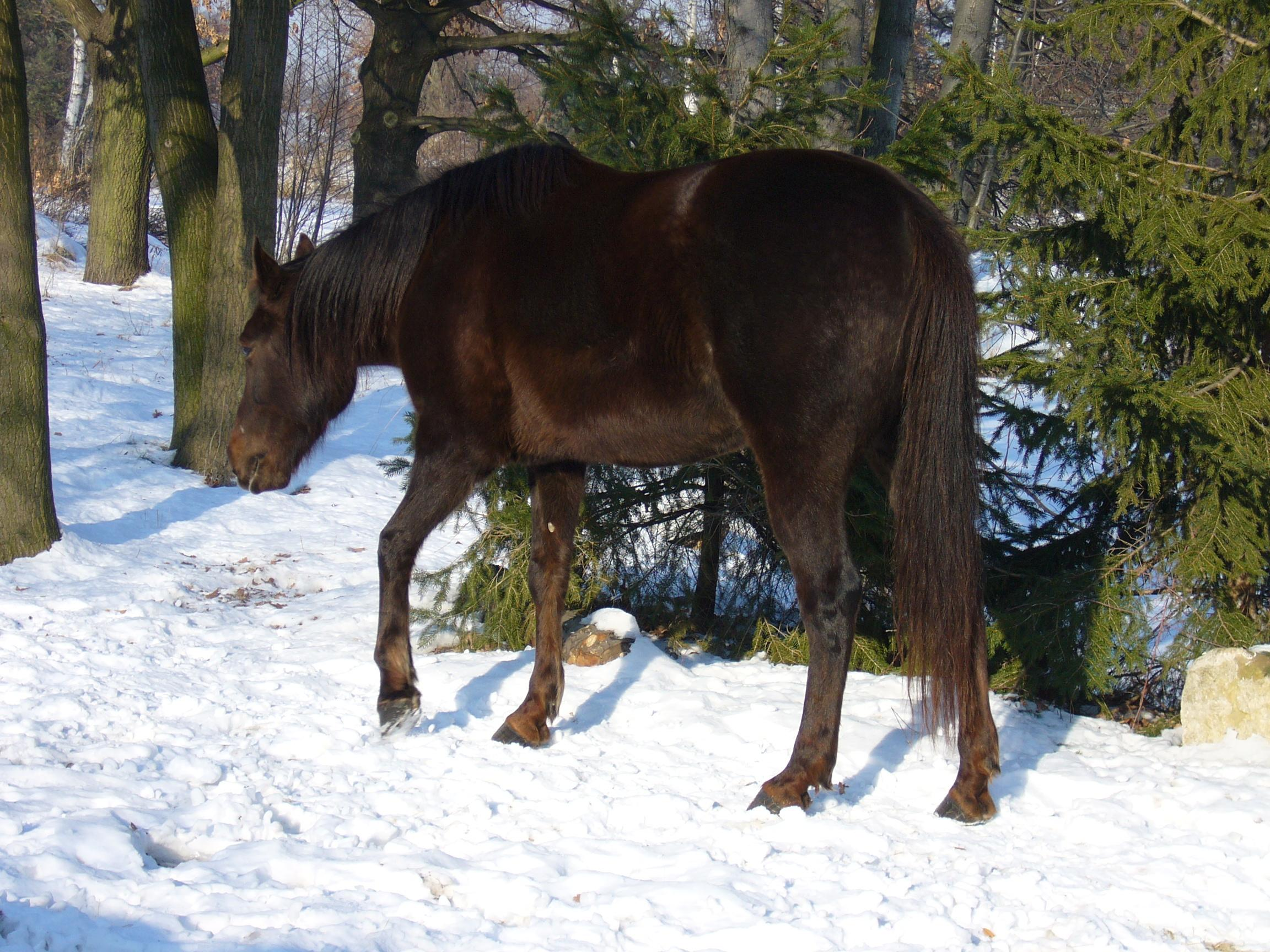
Exemple de cheval « chocolat ».

Cette famille compte quatre robes, le blanc (la robe blanche est très rare le plus souvent c'est gris), le crème, le gris et le chocolat. La robe « chocolat » peut correspondre à plusieurs réalités génétiques, elle consiste en des poils et des crins couleur chocolat noir, une peau foncée, et des yeux foncés. Ce terme est employé lorsque l’identificateur ne sait pas si les crins sont noirs (cheval bai foncé) ou marron foncé (cheval alezan brûlé).

#### Articles
- (en) J. Henner, P.-A. Poncet, L Aebi, C Hagger, G Stranzinger et S Rieder, « Horse breeding: genetic tests for the coat colors chestnut, bay and black. Results from a preliminary study in the Swiss Freiberger horse breed », Schweiz Arch Tierheilkd, Institut für Nutztierwissenschaften der ETH Zürich, no 29,‎ aout 2002, p. 144(8):405-12 (présentation en ligne, lire en ligne)
- (en) A.K. Thiruvenkadan, N. Kandasamya et S. Panneerselvama, « Coat colour inheritance in horses », Livestock Science, vol. 117,‎ septembre 2008, p. 109-129 (DOI 10.1016/j.livsci.2008.05.008)
- (en) Arne Ludwig, Melanie Pruvost, Monika Reissmann, Norbert Benecke, Gudru A. Brockmann, Pedro Castaños, Michael Cieslak, Sebastian Lippold, Laura Llorente, Anna-Sapfo Malaspinas, Montgomery Slatkin et Michael Hofreiter, « Coat Color Variation at the Beginning of Horse Domestication », Science, vol. 324, no 5926,‎ 24 avril 2009, p. 485 (PMCID 5102060, DOI 10.1126/science.1172750)